# Estnisches Heer
Das Estnische Heer (estnisch Eesti Maavägi) umfasst den personalmäßig größten Teil der estnischen Streitkräfte (Eesti Kaitsevägi). Aktuell (Stand 2017) verfügen die Landstreitkräfte über zwei Infanteriebrigaden, die auf mehrere Standorte im Norden bzw. Südosten des Landes verteilt sind. Die wichtigste Militärbasis befindet sich in Tapa, wo ein Brigadehauptquartier und zahlreiche andere Einheiten stationiert sind.

## Geschichte
Bereits zwischen 1918 und 1940 gab es ein estnisches Heer. Unter massivem Druck und Gewaltandrohung durch die Sowjetunion traten die baltischen Länder 1940 dieser bei. Die estnische Armee (und damit auch das Heer) wurden in der Folgezeit aufgelöst / in die sowjetischen Streitkräfte integriert.
Estland gewann 1991 seine Unabhängigkeit zurück; die Streitkräfte wurden am 3. September 1991 neu gegründet. Die allgemeine Wehrpflicht führte Estland 1992 ein; 1995 beteiligte sich das estnische Heer erstmals mit einer Einheit an der UN-Mission in Kroatien. Diese Jahre des Neuaufbaus waren durch die Wiederherstellung einer funktionsfähigen Infrastruktur, die Beschaffung von (größtenteils gebrauchter) Militärtechnik, eine Annäherung an den Westen und die zunehmende Zusammenarbeit mit den baltischen und skandinavischen Nachbarstaaten geprägt. Mit der Professionalisierung bei Armee und staatlichen Institutionen, begann man dann den Einsatz der vorhandenen Mittel systematischer anzugehen. Dies führte dazu, dass das Heer in den nächsten Jahren gezielt zu einer mechanisierte Truppe aus- und umgebaut wurde. Zudem fand eine generelle Konzentration auf bestimmte Standorte statt.
Mit dem National Defence Development Plan 2013–2022 wurde die Struktur des Heeres noch einmal erheblich verändert. Die Führung der Landstreitkräfte wurde mit der Armeeführung verschmolzen – seitdem untersteht das Heer direkt der Armeeführung. Zudem wurden zwei Brigaden geschaffen, denen die anderen Heereseinheiten direkt untergeordnet wurden.
Im Jahr 2023 wurde ein Divisionskommando aufgestellt. Mit diesem entstand einerseits wieder eine einheitliche Führungsstruktur für das Heer und andererseits können die estnischen Einheiten im Kriegsfall so einfacher in die NATO-Kommandostruktur integriert werden.

## Aufgaben
Die Landstreitkräfte, die größte militärische Teilstreitkraft Estlands, sind für den Schutz des Staatsgebietes der Republik Estland von entscheidender Bedeutung. Zudem stellen sie Einheiten mit Operationsmöglichkeiten außerhalb des nationalen Sicherheitsbereiches.
Die Aufgaben des Heeres sind Aufbau und Aufrechterhaltung von schnellen Eingreiftruppen, Allzweck-Kampfgruppen, „Home Nation Support“ und die Unterstützung der territorialen Entwicklung. Wenn nötig, unterstützt das Heer die Zivilorganisationen beim Eintritt von Naturkatastrophen oder im allgemeinen Katastrophenfall.

### Friedenszeit
- Ausbildung und Weiterbildung

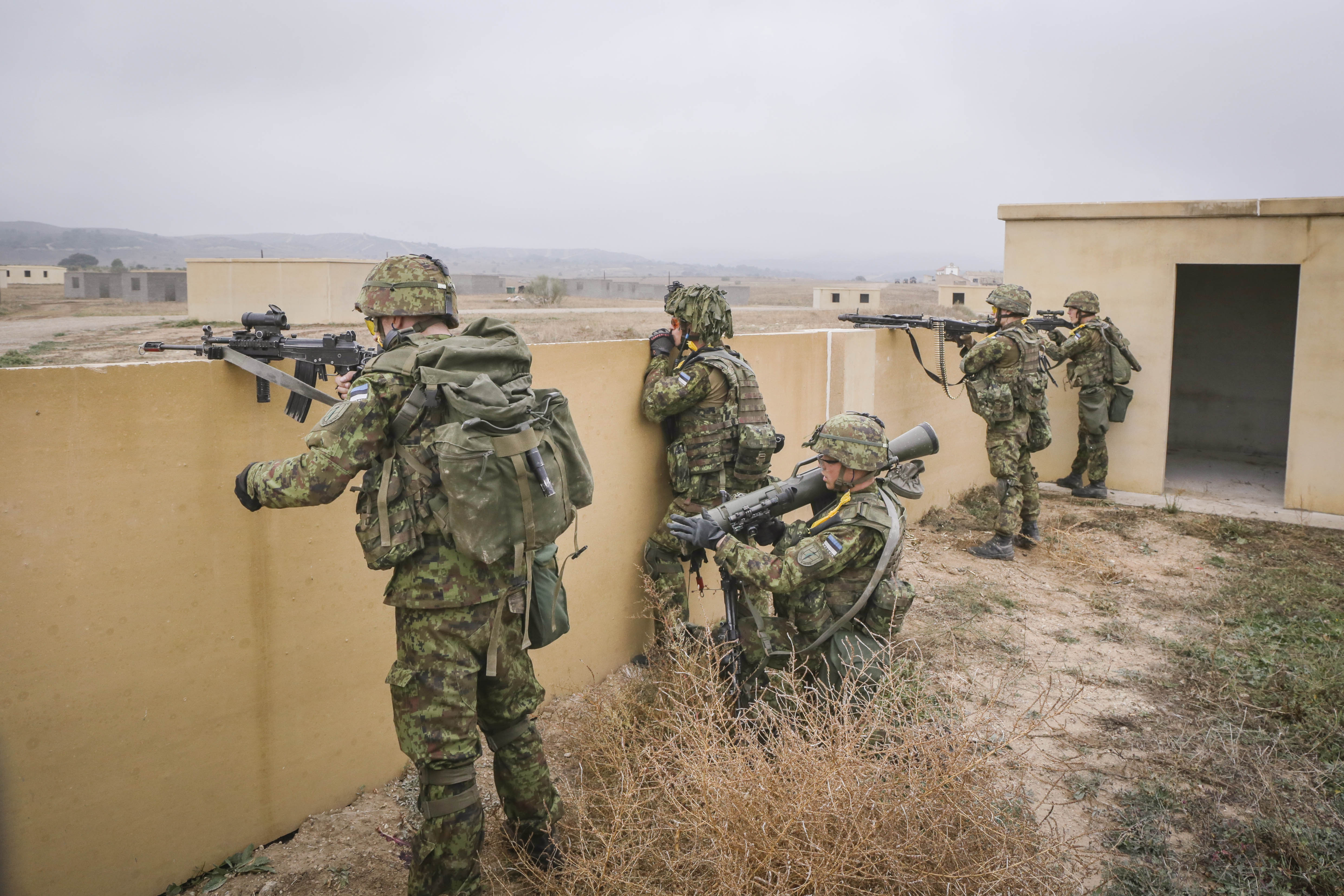
Estnische Soldaten im Manöver

- Teilnahme an Übungen und Operationen mit der NATO und anderen Partnern
- Unterstützung der Zivilorganisationen bei Naturkatastrophen

### Krisensituation und Kriegsfall
- Erhöhung der Ausbildung von Rekruten
- teilweise oder vollständige Mobilisierung der Reservisten
- Schaffung der Voraussetzung für die Ankunft der Alliierten

## Organisation
Die Landstreitkräfte sind nach dem Prinzip einer Reservearmee strukturiert, was bedeutet, dass der größte Teil der Streitkräfte des Staates Einheiten im Reservestatus sind. Unter den aktiven Einheiten ist lediglich das Scoutspataljon und eine Einheit Spezialkräfte mit wenigen hundert Soldaten jederzeit voll einsatzbereit. Der Rest der Verbände dient der Ausbildung von Reservisten. Deren Ausbildung umfasst einen acht- oder elfmonatigen Wehrdienst, der mit einem jährlichen Manöver der gesamten Streitkräfte im Juli abschließt. Anschließend werden die Soldaten in die Reserve entlassen. Die Reserveeinheiten werden nach dem Territorialprinzip gebildet, das heißt, dass Wehrpflichtige von einem Gebiet in dieselbe Einheit abgerufen und nach dem Dienst als eine Einheit in die Reserve beordert werden. Bei einer Einberufung der Reservisten treten sie in den gleichen Einheiten zusammen, in denen sie ihre Ausbildung absolviert haben.
Die Größe des aktiven Heeres beträgt in Friedenszeiten ungefähr 3.100 Soldaten und wird in den nächsten Jahren auf 3.600 wachsen. Hinzu kommen 1.600 bis 2.900 Rekruten. Im Mobilmachungsfall wächst diese Zahl durch die Einziehung der Reservisten auf etwa 18.000 Soldaten, zukünftig 22.000 an. Insgesamt stehen 60.000 Reservisten zur Verfügung. Die Ausrüstung der Reserveformationen wird im Frieden in zentralen Depots gelagert.

### Struktur seit 2023
Vor dem Hintergrund des Russischen Überfalls auf die Ukraine wurde in Estland erstmals seit den 1990er Jahren wieder eine Division aufgestellt. Dieser wurden alle Kampf- und verschiedene Kampfunterstützungseinheiten unterstellt.

#### Estnische Division
Die Diviis mit Hauptquartier in Tallinn gliedert sich wie folgt:
 1. Infanteriebrigade – 1. jalaväebrigaad (Hauptquartier in Tapa)
- Stabskompanie der 1. Brigade – Staabi- ja sidekompanii (Tapa)
- Scout-Bataillon – Scoutspataljon (Tapa)
- Kalev-Infanteriebataillon – Kalevi jalaväepataljon (Jõhvi)
- Viru-Infanteriebataillon – Viru jalaväepataljon (Jõhvi)
- Flugabwehrbataillon – Õhutõrjepataljon (Tapa)
- Pionierbataillon – Pioneeripataljon (Tapa)
- Versorgungsbataillon der 1. Brigade – Lahinguteeninduspataljon (Tapa)
- Panzerabwehrkompanie – tankitõrjekompanii (Jõhvi)
- EFP-Battlegroup Estonia[4]

 2. Infanteriebrigade – 2. jalaväebrigaad (Hauptquartier in Sirgu, Gemeinde Luunja)
- Stabskompanie der 2. Brigade – Staabi- ja sidekompanii (Võru)
- Kuperjanov-Infanteriebataillon – Kuperjanovi jalaväepataljon (Võru)
- Versorgungsbataillon der 2. Brigade – Lahinguteeninduspataljon (Võru)

 Artilleriebataillon – Suurtükiväepataljon (Tapa)
 Logistikbataillon – Logistikapataljon (Paldiski)
 Stabs- und Fernmelde-Bataillon – Staabi- ja sidepataljon (Ämari)
 Aufklärungsbataillon – Luurepataljon (Tallinn)

### Struktur 2013 bis 2022
Zuvor wurden die Landstreitkräfte Estlands bereits im Jahr 2013 neu strukturiert. An die Stelle der bisherigen 1. Brigade und der vier Verteidigungsdistrikte (vgl. unten) traten, entsprechend der langfristigen Verteidigungsplanung für die Jahre 2013–2022, zwei Brigaden. Die zwei Brigaden sind während Friedenszeiten personell nicht vollständig besetzt. Die einzigen permanent einsatzbereiten Einheiten sind die zwei Brigadestäbe, das Scoutspataljon und die Einheit zur Kampfmittelbeseitigung.
Die 2. Infanteriebrigade wurde am 1. August 2014 aktiviert. Bis zum Jahr 2022 sollte sie ihre volle Einsatzstärke erreichen. Parallel dazu wurde die 1. Infanteriebrigade zu einer mechanisierten Brigade mit Ketten-Schützenpanzern und selbstfahrender Artillerie.
In Kriegszeiten sollten (und sollen) die beiden Brigaden mit Reservesoldaten auf volle Stärke gebracht werden. Neben den beiden Brigaden stellen die estnischen Verteidigungskräfte auch eine große Anzahl kleinerer leichter Infanterieeinheiten des estnischen Verteidigungsbundes, die mit lokalen Verteidigungs- bzw. Stay-behind-Operationen beauftragt sind.

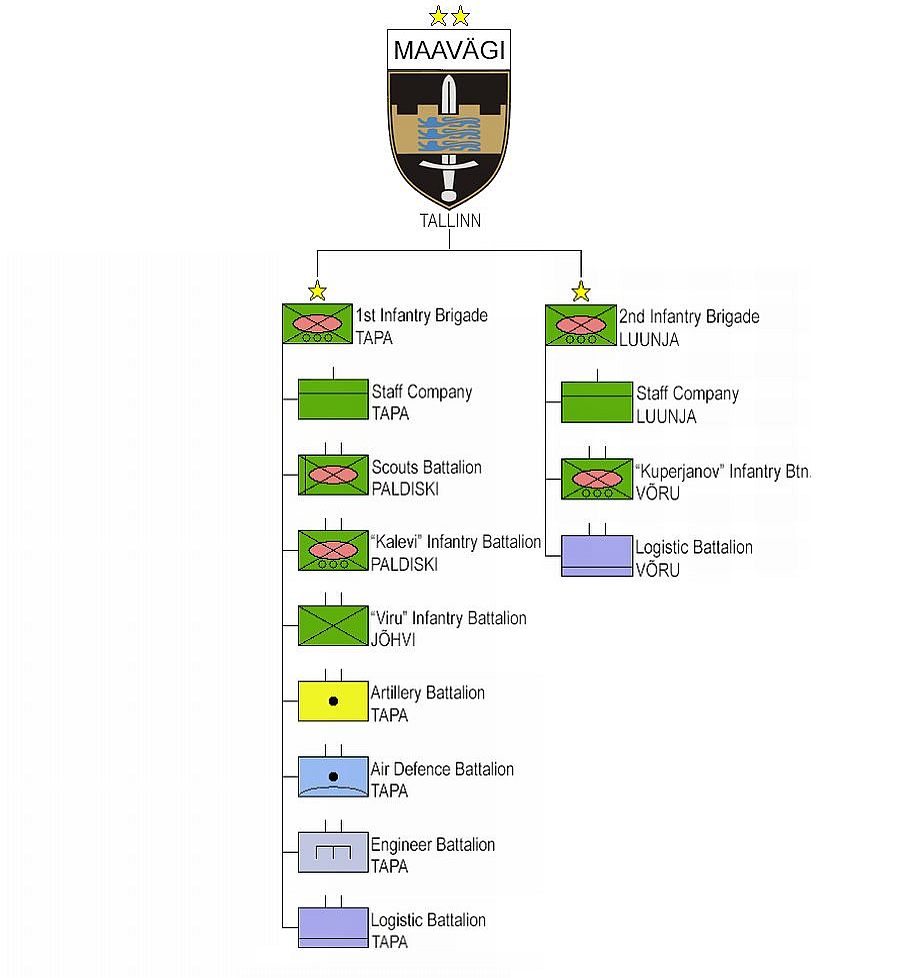
Organisationsstruktur des estnischen Heeres 2015

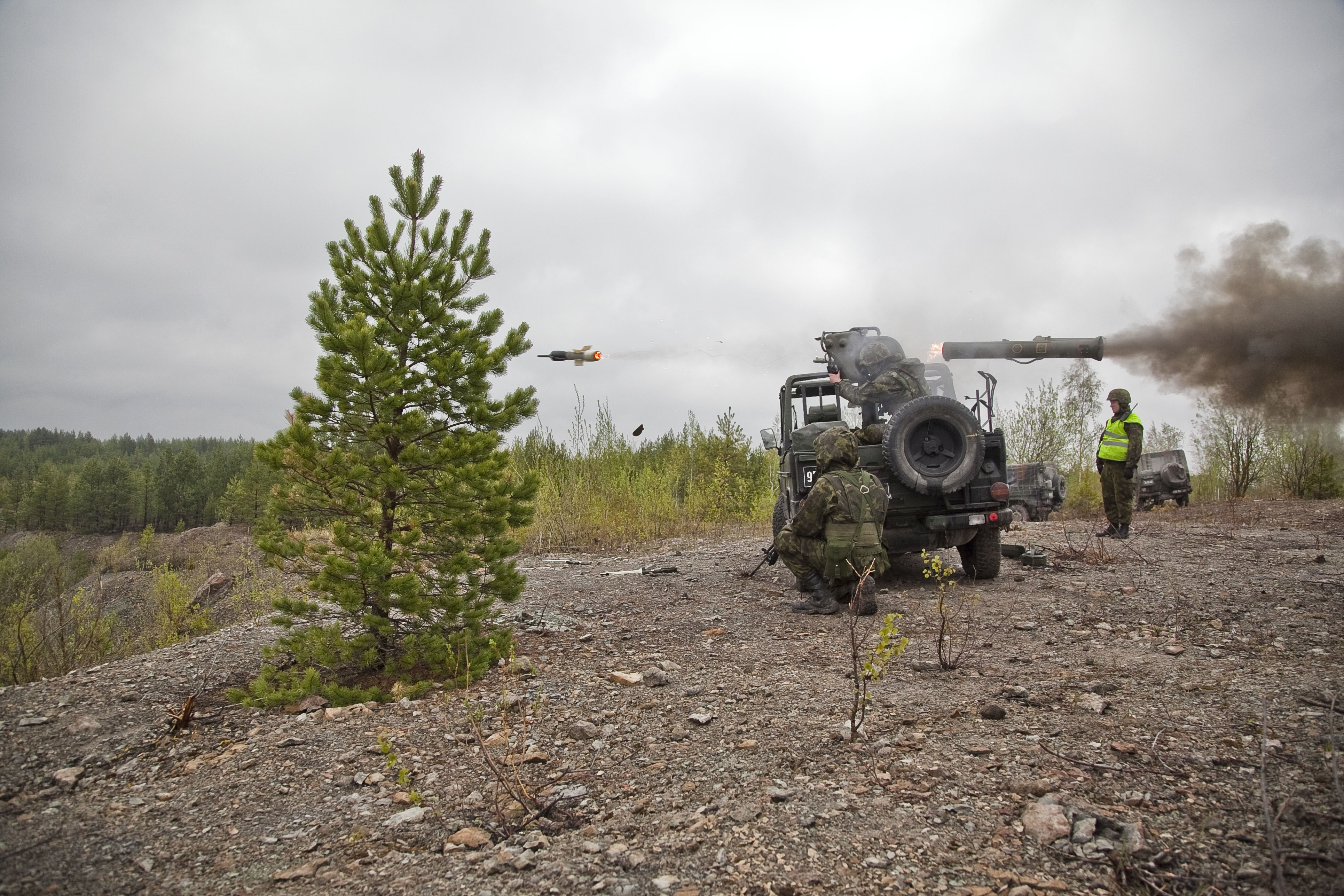
Estnische Reservisten bei einer Übung mit dem Panzerabwehrsystem MILAN

 1. Infanteriebrigade (Brigadehauptquartier – staap – in Tapa)
- Stabskompanie der 1. Brigade – Staabi- ja sidekompanii (Tapa)
- Kalev-Infanteriebataillon – Kalevi jalaväepataljon (Jõhvi)
- Scout-Bataillon – Scoutspataljon (Tapa)
- Logistikbataillon der 1. Brigade – 1. jalaväebrigaadi tagalapataljon (Tapa)
- Viru-Infanteriebataillon – Viru jalaväepataljon (Jõhvi)
- Artilleriebataillon – Suurtükiväepataljon (Tapa)
- Flugabwehrbataillon – Õhutõrjepataljon (Tapa)
- Pionierbataillon – Pioneeripataljon (Tapa)
- Panzerabwehrkompanie – tankitõrjekompanii (Jõhvi)
- Aufklärungskompanie – luurekompanii (Tapa)

 2. Infanteriebrigade (Brigadehauptquartier – staap – in Sirgu, Gemeinde Luunja)
(voraussichtlich 2022 voll einsatzfähig)
- Stabskompanie der 2. Brigade – Staabi- ja sidekompanii (Luunja)
- Kuperjanov-Infanteriebataillon – Kuperjanovi jalaväepataljon (Võru)
- 22. Infanteriebataillon – 22. jalaväepataljon (in Reserve)
- 23. Infanteriebataillon – 23. jalaväepataljon (in Reserve)
- Artilleriebataillon – Suurtükiväepataljon (in Reserve)
- Flugabwehrbataillon – Õhutõrjepataljon (in Reserve)
- Pionierbataillon – Pioneeripataljon (in Reserve)
- Logistikbataillon der 2. Brigade – 2. jalaväebrigaadi tagalapataljon (Võru)
- Panzerabwehrkompanie – tankitõrjekompanii (in Reserve)
- Aufklärungskompanie – luurekompanii (in Reserve)

### Struktur bis 2013

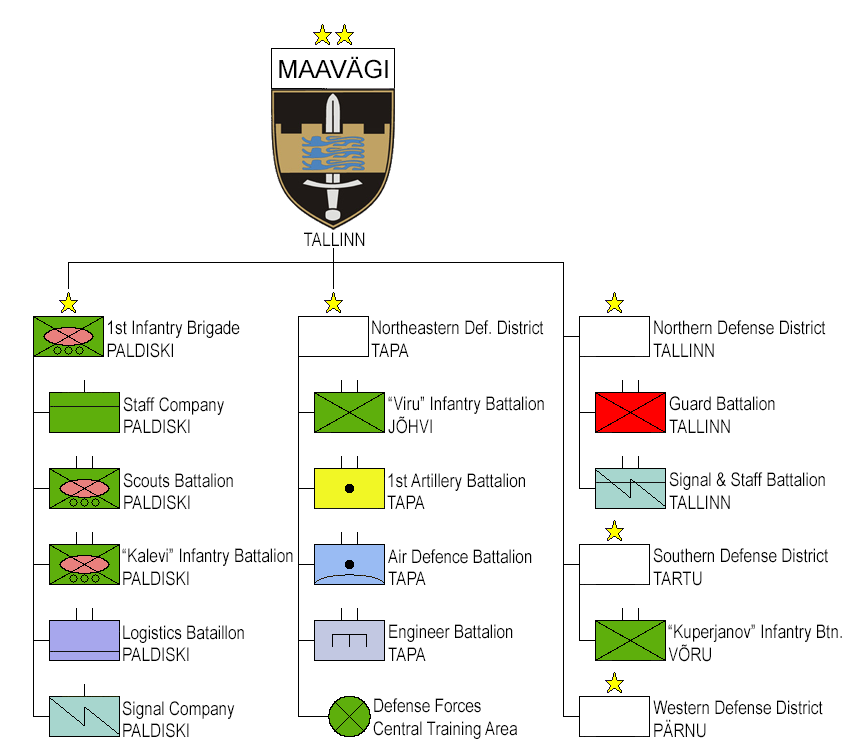
Organisationsstruktur des estnischen Heeres 2013

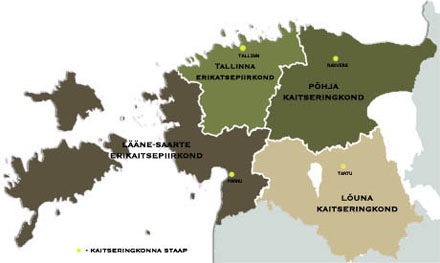
Die Verteidigungsdistrikte des Heeres bis 2013

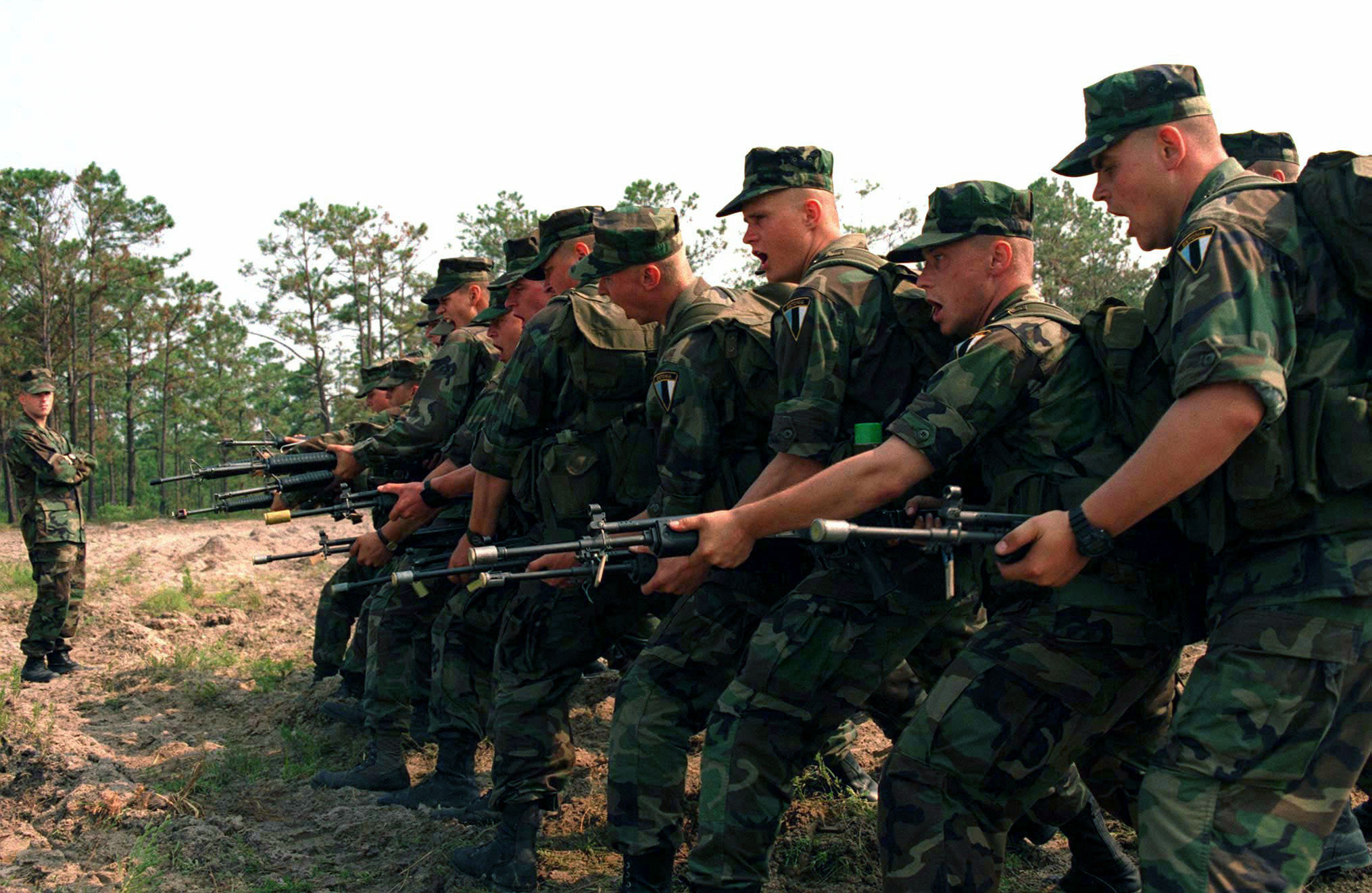
Estnische Soldaten während eines Trainingsaufenthalts in den USA

1. Infanteriebrigade
- Brigadehauptquartier in Paldiski
- Scout-Bataillon – Scoutspataljon
- Kalev-Infanteriebataillon – Kalevi jalaväepataljon
- gesonderter Teil des Logistik-Bataillon – Logistikapataljon

 Nordöstlicher Verteidigungsdistrikt (Tapa)
- Stab des nordöstlichen Verteidigungsdistriktes (Tapa)
- Pionier-Bataillon – Pioneeripataljon
- 1. Artillerie-Bataillon – Suurtükiväepataljon
- Flugabwehr-Bataillon – Õhutõrjepataljon
- Zentraler Truppenübungsplatz – Keskpolügoon
- Viru-Infanteriebataillon – Viru jalaväepataljon (Jõhvi)

Nördlicher Verteidigungsdistrikt (Tallinn)
- Stab des nördlichen Verteidigungsdistriktes (Tallinn)
- Stabs- und Fernmeldebataillon – Sidestaabipataljon
- Garde-Bataillon – Vahipataljon

Südlicher Verteidigungsdistrikt (Tartu)
- Stab des südlichen Verteidigungsdistriktes (Tartu)
- Kuperjanov-Infanteriebataillon – Kuperjanovi jalaväepataljon (Võru)

Westlicher Verteidigungsdistrikt (Pärnu)
- Stab des westlichen Verteidigungsdistriktes (Pärnu)
- Pärnu-Infanteriebataillon und separates Schulungszentrum – Jalaväe väljaõppekeskus Pärnu Üksik-jalaväepataljon

 Zentrum für Friedenseinsätze – Rahuoperatsioonide Keskus

### Dienstgradabzeichen
|            | Generäle | Generäle        | Generäle     | Generäle        | Stabsoffiziere | Stabsoffiziere  | Stabsoffiziere | Offiziere                | Offiziere    | Offiziere      | Offiziere             |
| ---------- | -------- | --------------- | ------------ | --------------- | -------------- | --------------- | -------------- | ------------------------ | ------------ | -------------- | --------------------- |
|            |          |                 |              |                 |                |                 |                |                          |              |                |                       |
| Auastmed   | Kindral  | Kindralleitnant | Kindralmajor | Brigaadikindral | Kolonel        | Kolonelleitnant | Major          | Kapten                   | Leitnant     | Nooremleitnant | Lipnik                |
| Dienstgrad | General  | Generalleutnant | Generalmajor | Brigadegeneral  | Oberst         | Oberstleutnant  | Major          | Stabshauptmann Hauptmann | Oberleutnant | Leutnant       | Oberfähnrich Fähnrich |

|            | Unteroffiziere m.P. | Unteroffiziere m.P. | Unteroffiziere m.P. | Unteroffiziere m.P. | Unteroffiziere m.P. | Unteroffiziere o.P. | Unteroffiziere o.P.              | Unteroffiziere o.P. | Mannschaften                      | Mannschaften |
| ---------- | ------------------- | ------------------- | ------------------- | ------------------- | ------------------- | ------------------- | -------------------------------- | ------------------- | --------------------------------- | ------------ |
|            |                     |                     |                     |                     |                     |                     |                                  |                     |                                   |              |
| Auastmed   | Ülemveebel          | Staabiveebel        | Vanemveebel         | Veebel              | Nooremveebel        | Vanemseersant       | Seersant                         | Nooremseersant      | Kapral                            | Reamees      |
| Dienstgrad | Oberstabsfeldwebel  | Stabsfeldwebel      | Hauptfeldwebel      | Oberfeldwebel       | Feldwebel           | Stabsunteroffizier  | Stabsunteroffizier Unteroffizier | Unteroffizier       | Oberstabsgefreiter Stabsgefreiter | Soldat       |

## Ausrüstung
Seit der Wiederherstellung der estnischen Streitkräfte am 3. September 1991 hat sich die Ausrüstung des Heeres stark entwickelt. Waffensysteme, die aus dem Bestand der ehemaligen Sowjetunion übernommen worden waren, sind fast vollständig durch solche westlicher Herkunft ersetzt worden. Im Zentrum der Aufmerksamkeit standen dabei Systeme der Luftverteidigung und Panzerabwehr sowie in jüngster Zeit auch schwere gepanzerte Waffensysteme.
In den Jahren 1999/2000 hatte Estland die Möglichkeit, 20 Kampfpanzer vom Typ T-55 aus Polen geschenkt zu bekommen. Estland lehnte jedoch ab, da die Technik des T-55 veraltet war.

### Infanterie
Die Heeressoldaten sind mit Uniformen im neuen estnischen Digitaltarnmuster (ESTDCU) ausgestattet. Die Ausrüstung eines Soldaten beinhaltet einen PASGT-Helm, Interceptor Body Armor und ein Nachtsichtgerät. Estland kaufte 2024 ca. 10.000 ARGUS FS Mk2 Nachtsichtmonokulare für seine Streitkräfte. Zudem sind die Soldaten entsprechend ihrer Aufgaben mit folgenden Waffen ausgerüstet:
Pistolen, Schrotflinten und Scharfschützengewehre
| Waffe              | Herkunft           | Typ                           | Version      | Anzahl |
| ------------------ | ------------------ | ----------------------------- | ------------ | ------ |
| Heckler & Koch USP | Deutschland        | Selbstladepistole             | USP 9 mm     | 2.000  |
| Benelli            | Italien            | halbautomatische Schrotflinte | M3T          | –      |
| Sako TRG           | Finnland           | Scharfschützengewehr          | TRG-42       | –      |
| IMI Galatz         | Israel             | Scharfschützengewehr          | Galil Sniper | –      |
| PGM Hécate II      | Frankreich         | Anti-Material-Waffe           | Hécate II    | –      |
| modifiziertes M14  | Vereinigte Staaten | Präzisionsschützengewehr      | M-14-TP      | –      |

Sturmgewehre und Maschinengewehre
| Waffe            | Herkunft           | Typ                       | Version                                      | Anzahl |
| ---------------- | ------------------ | ------------------------- | -------------------------------------------- | ------ |
| LMT MARS         | Vereinigte Staaten | Sturmgewehr               | R20 Rahe / AR15 / AR10 und 40mm Granatwerfer | 19.000 |
| AK4              | Schweden           | Sturmgewehr               | G3A3ZF/G3A4                                  | 50.000 |
| IMI Galil        | Israel             | Sturmgewehr               | AR/ARM/SAR                                   | 12.000 |
| HK G36           | Deutschland        | Sturmgewehr               | –                                            | –      |
| HK417            | Deutschland        | Sturmgewehr               | –                                            | –      |
| Uzi              | Israel             | Maschinenpistole          | Mini-Uzi                                     | –      |
| Carl Gustaf M/45 | Schweden           | Maschinenpistole          | m/45B                                        | –      |
| IMI Negev        | Israel             | Leichtes Maschinengewehr  | Standard                                     | –      |
| MG3              | Deutschland        | Universal-Maschinengewehr | Standard                                     | –      |
| FN MAG           | Schweden           | Universal-Maschinengewehr | Ksp 58                                       | –      |
| Browning M2      | Vereinigte Staaten | Schweres Maschinengewehr  | M2HB QCB                                     | –      |

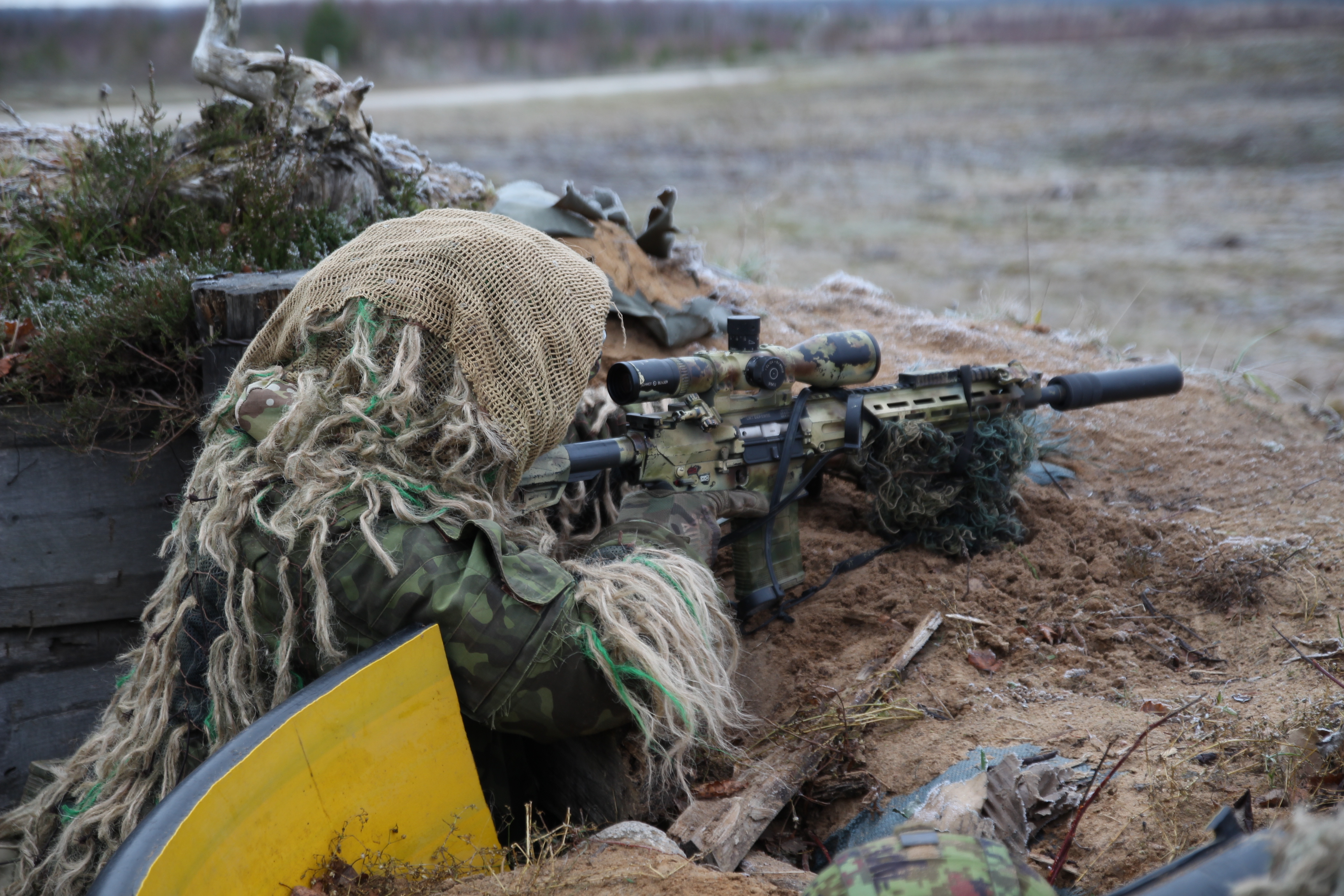
LMT R-20 L

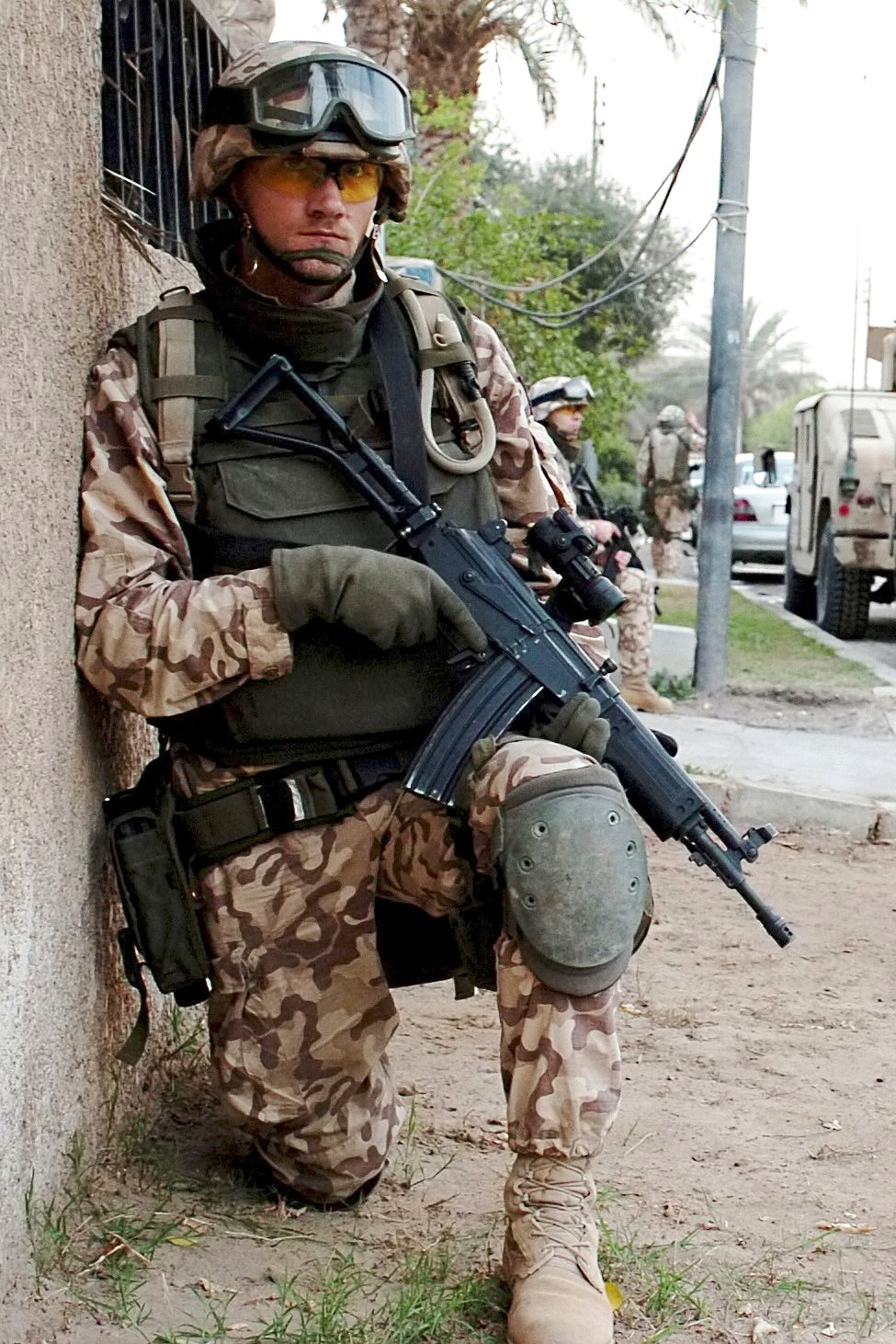
Estnischer Soldat des Scouts Battalion mit einer Galil SAR

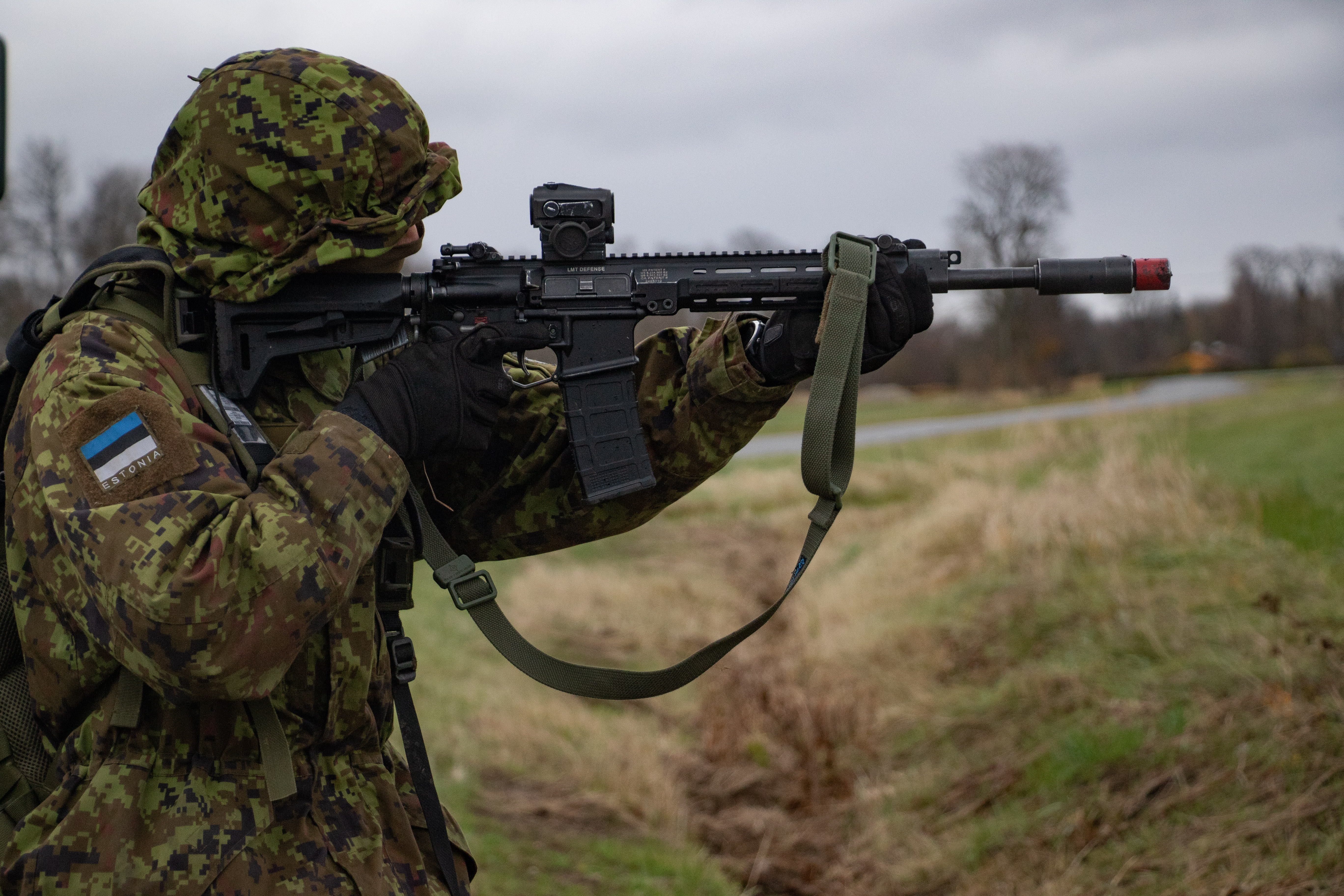
LMT R20 Rahe

Die Standardwaffe der 1. Infanteriebrigade ist das Galil, die der 2. Infanteriebrigade ist das AK4, die schwedische Version des Schnellfeuergewehrs HK G3. Im Jahr 2022 werden 3 Versionen des MARS-L der Lewis Machine and Tool Company (LMT) die vorhandenen Standardwaffen ablösen.
Es werden in der estnischen Armee im infanteristischen Einsatz zwei Maschinengewehre genutzt: das MG3 (7,62×51) für große Reichweite und das IMI Negev (5,56×45) für kürzere Distanzen. Außerdem verfügt jeder Trupp über ein Negev, wohingegen das MG3 nur ab Gruppenebene Verwendung findet.

### Artillerie
| Bezeichnung            | Herkunft           | Typ                     | Anzahl |
| ---------------------- | ------------------ | ----------------------- | ------ |
| Brügger & Thomet GL-06 | Schweiz            | 40-mm-Granatwerfer      | –      |
| HK79                   | Deutschland        | 40-mm-Granatwerfer      | –      |
| HK GLM                 | Deutschland        | 40-mm-Granatwerfer      | –      |
| Milkor MGL             | Südafrika          | 40-mm-Granatwerfer      | –      |
| B455/NM95              | Sowjetunion        | 81-mm-Mörser            | 51     |
| 41D/2B11               | Sowjetunion        | 120-mm-Mörser           | 179    |
| M252                   | Vereinigte Staaten | 81-mm-Mörser            | 80     |
| Volvo PvPj Tgb 1111    | Schweden           | Rückstoßfreies Geschütz | 130    |
| M40                    | Vereinigte Staaten | Rückstoßfreies Geschütz | 30     |
| H61-37                 | Schweden           | 105-mm-Haubitze         | 40     |
| K9 Thunder             | Südkorea           | 155-mm-Panzerartillerie | 24     |

### Gepanzerte Fahrzeuge
| Fahrzeug          | Herkunft             | Typ                  | Version           | Anzahl |
| ----------------- | -------------------- | -------------------- | ----------------- | ------ |
| Combat Vehicle 90 | Niederlande          | Schützenpanzer       | CV 9035NL (MKIII) | 44     |
| Sisu Pasi         | Finnland Niederlande | Transportpanzer      | XA-180 XA-188     | 57 81  |
| Mamba             | Südafrika            | Gepanzertes Fahrzeug | Mk2 Alvis-4       | 9      |
| MaxxPro           | Vereinigte Staaten   | Gepanzertes Fahrzeug | MaxxPro           | 6      |
| Leopard 1         | Niederlande          | Brückenlegepanzer    | Biber             | 2      |
| Leopard 1         | Niederlande          | Bergepanzer          | Bergepanzer 2     | 2      |
| Leopard 1         | Niederlande          | Pionierpanzer        | Dachs             | 2      |

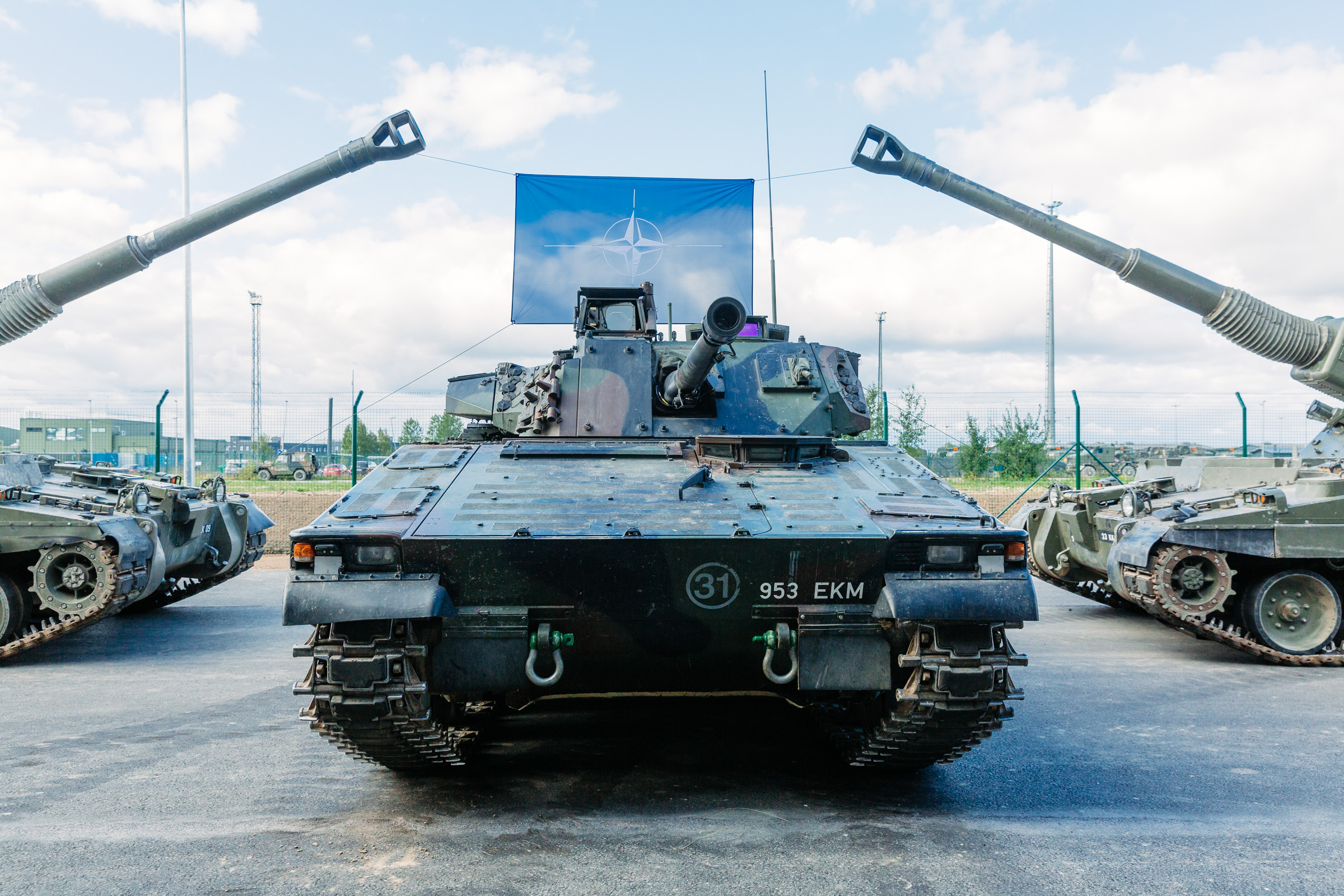
Estnischer CV 9035

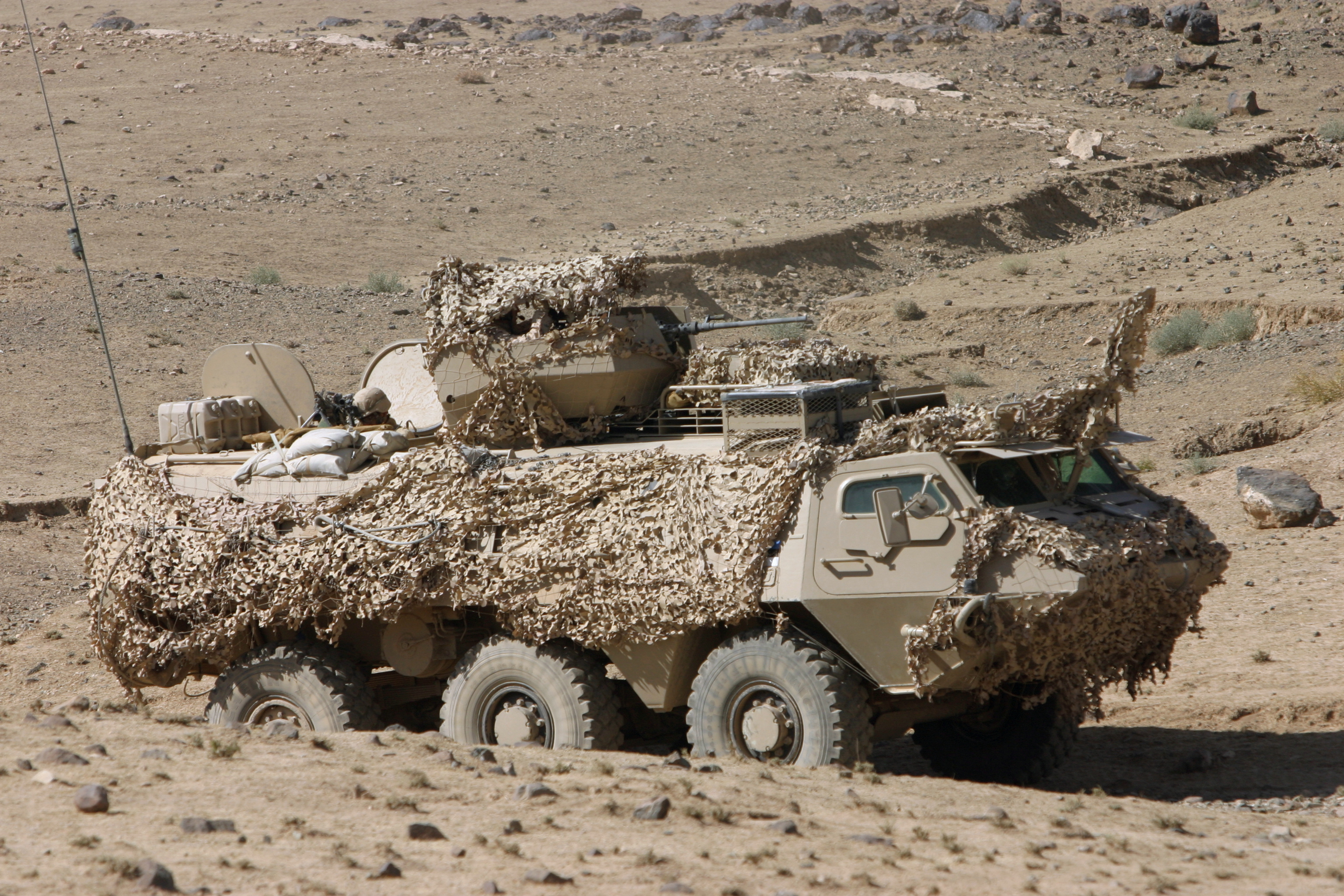
Estnischer XA-180 in Afghanistan

Einige der Browning M2 wurden auf den Sisu-XA-180-Transportpanzern mit speziellen Drehtürmen montiert. Im Zuge der Friedensmission in Afghanistan wurden bisher drei der ehemals 60 Fahrzeuge vom Typ XA-180 zerstört.

### Sonstige Fahrzeuge

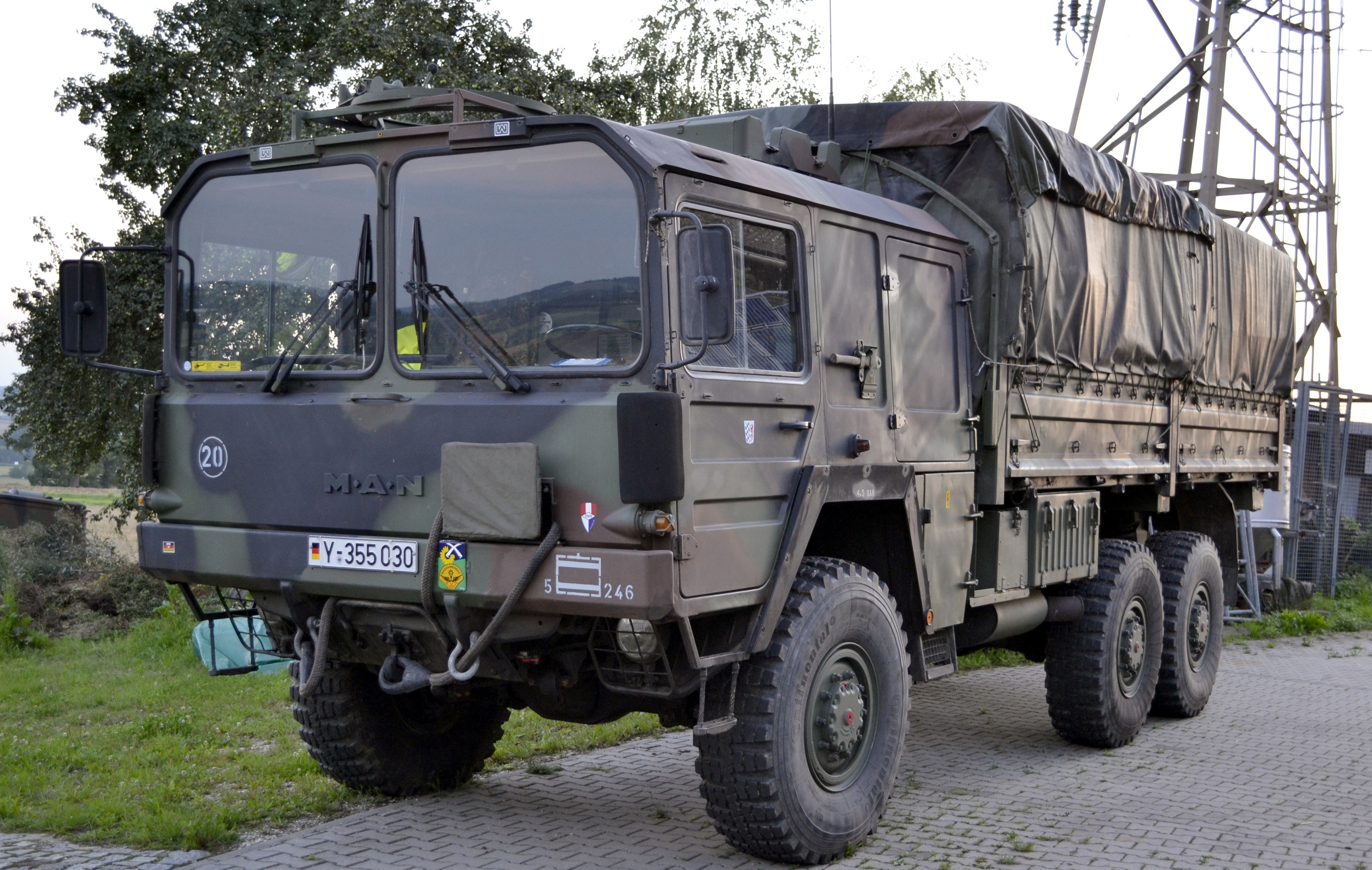
MAN gl 4520 (6×6)

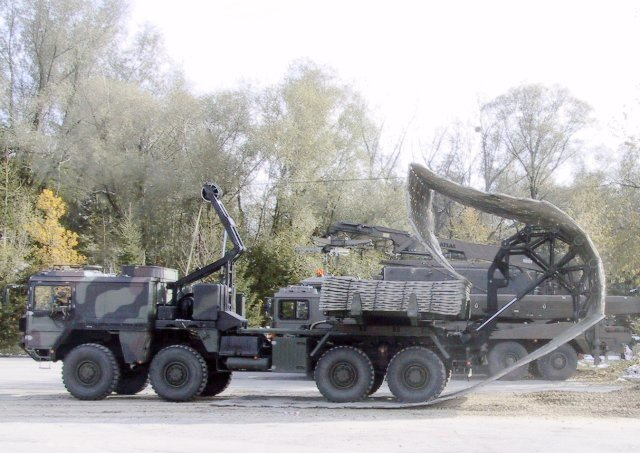
MAN FSG 15 t mil gl KAT I A1 (8×8)

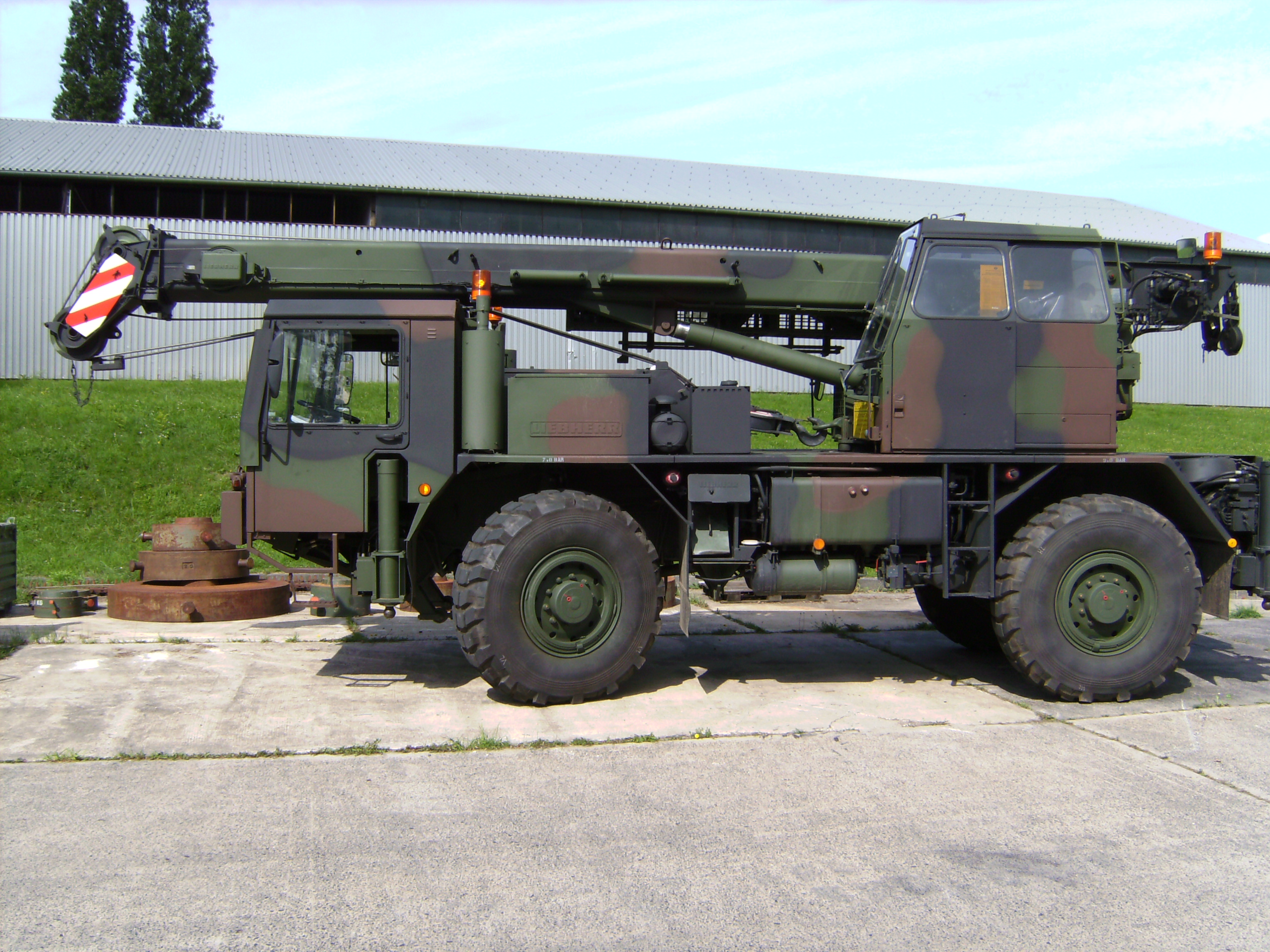
Liebherr Fahrzeugkran Leicht (FKL)

Folgende Landfahrzeuge werden vom estnischen Heer eingesetzt:
| Fahrzeug        | Herkunft                | Typ                             | Version                      | Anzahl         |
| --------------- | ----------------------- | ------------------------------- | ---------------------------- | -------------- |
| Unimog          | Deutschland             | Lkw                             | 416                          | 194            |
| Unimog          | Deutschland             | Lkw                             | 435                          | ca. 500        |
| Unimog          | Deutschland             | Lkw                             | U4000                        | <10            |
| MB Actros Titan | Deutschland             | Lkw (Abschleppfahrzeug)         | 4150 AK 8x8                  | 2              |
| DAF             | Niederlande             | Lkw (Abschleppfahrzeug)         | YBZ 3300 ALK                 | 6              |
| Liebherr        | Deutschland             | Lkw (Fahrzeugkran)              | FKL 4x4                      | –              |
| MAN             | Deutschland             | Lkw                             | gl 451, 452, 454, 464        | ca. 260        |
| MAN FSG         | Deutschland             | Lkw (Faltstrassenverlegesystem) | 15 t mil gl KAT I A1 (8×8)   | 4              |
| MAN             | Deutschland             | Lkw                             | F2000 4x4, TGA 26.440 6x6 BL | –              |
| Mercedes-Benz   | Deutschland             | Lkw                             | NG 1017                      | –              |
| DAF             | Niederlande             | Lkw                             | Y 2300, YA 4440              | 231            |
| KrAZ            | Ukraine                 | Lkw (Brückenleger TMM-3M)       | KrAZ-6322 TMM-3M             | 4              |
| Volvo           | Schweden Estland        | Wechselladerfahrzeug            | Volvo FMX 6x6                | 12 + 40        |
| Scania          | Schweden                | Sattelzugmaschine               | Scania G410 XT 6x4           | <10 bis zu 265 |
| Kässbohrer      | Deutschland             | Bus                             | Setra S 215 UL               | –              |
| Bandvagn        | Schweden                | Kettenfahrzeug                  | Bv 206                       | ca. 100        |
| GT-T            | Sowjetunion             | Kettenfahrzeug                  | –                            | 1              |
| Mercedes-Benz   | Deutschland Niederlande | Geländewagen                    | 250 GD / 609D                | ca. 500        |
| Volkswagen      | Deutschland             | Geländewagen                    | Iltis                        | 150            |
| Volkswagen      | Deutschland             | Kleinbus / Kleintransporter     | VW T4, VW T5                 | –              |
| Mercedes-Benz   | Deutschland             | Rettungswagen                   | Sprinter W906                | –              |
| Volvo           | Schweden                | Geländewagen                    | TGB 111A MT                  | –              |
| Chevrolet CUCV  | Vereinigte Staaten      | Geländewagen                    | M1008, M1009, M1010          | –              |
| Husqvarna       | Schweden                | Motorrad                        | 258A MT                      | –              |
| AUSA            | Spanien                 | Gabelstapler                    | diverse                      | –              |
| Komatsu         | Japan                   | Radlader                        | WA 250                       | –              |
| Komatsu         | Japan                   | Raupenbagger                    | PC 240                       | –              |
| Komatsu         | Japan                   | Radbagger                       | PW 148-8                     | –              |
| MANITOU         | Frankreich              | Teleskoplader                   | diverse                      | –              |
| JCB             | Vereinigtes Königreich  | Raupenbagger                    | JS                           | –              |
| JCB             | Vereinigtes Königreich  | Baggerlader                     | 4CXt                         | 3              |
| JCB             | Vereinigtes Königreich  | Baggerlader                     | Fastrac 3230-t               | 2              |

### Panzerabwehr

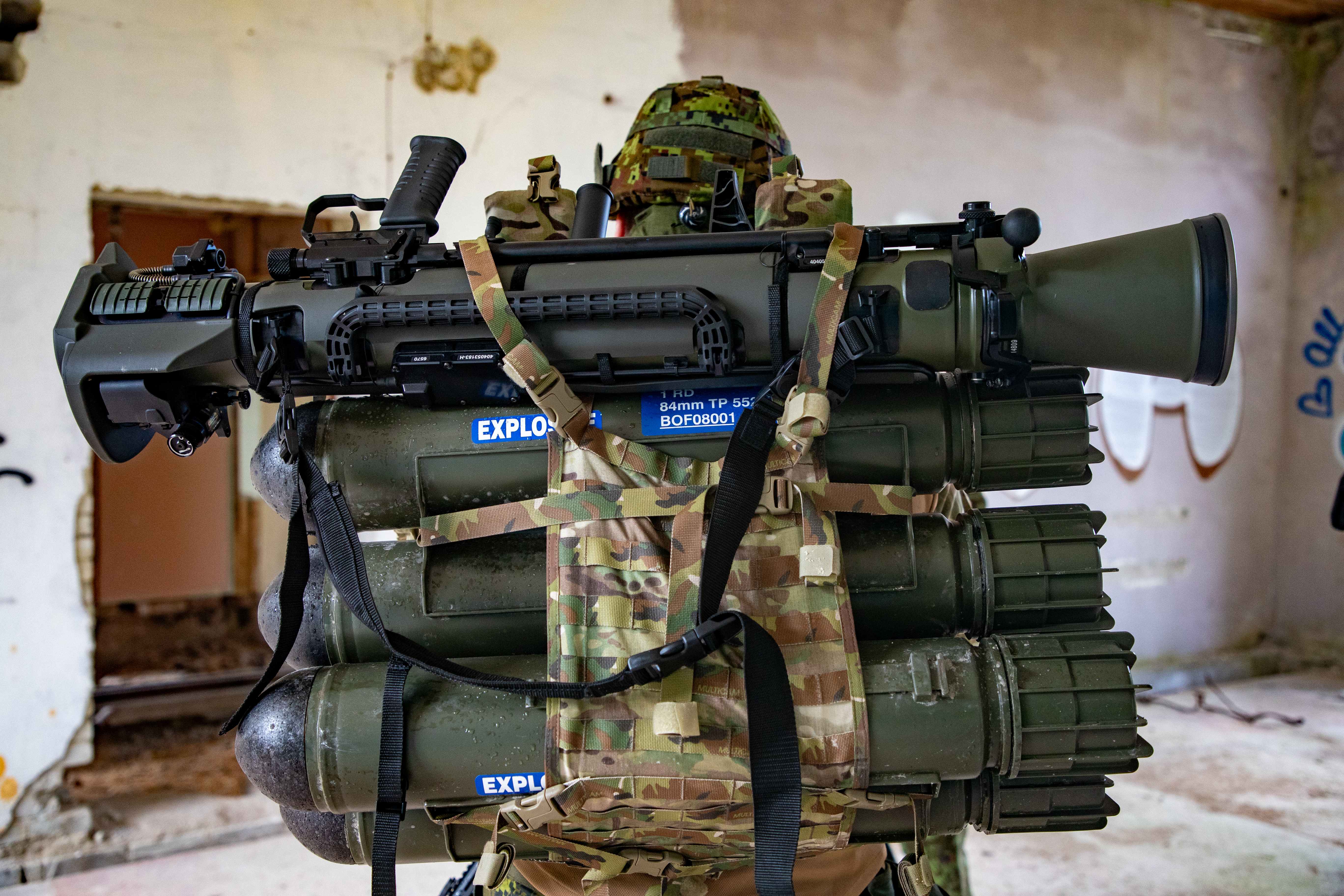
FFV Carl Gustaf

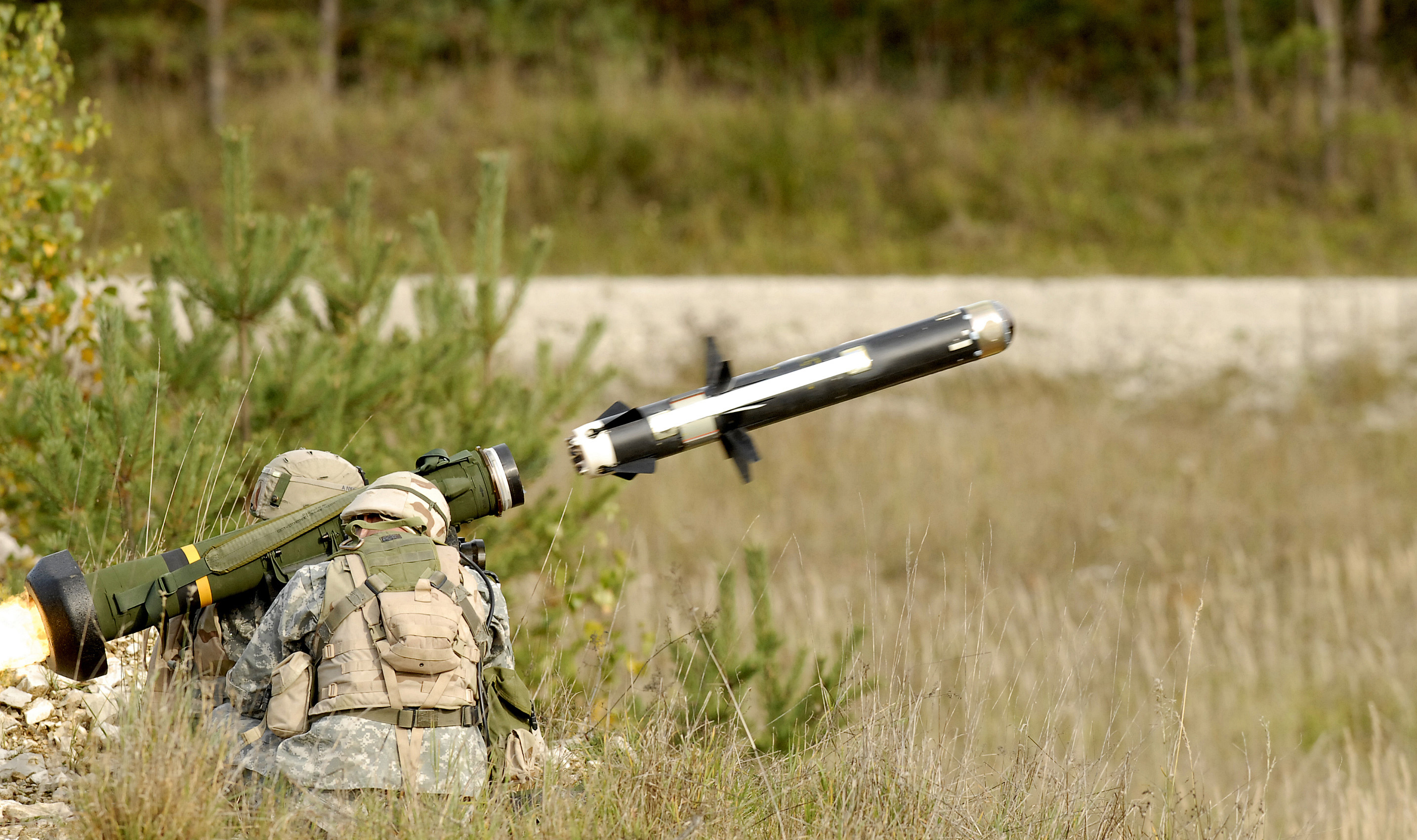
Panzerabwehrwaffensystem Javelin Medium Antiarmor Weapon System

| Bezeichnung       | Herkunft               | Typ                                  | Anzahl                                                                                |
| ----------------- | ---------------------- | ------------------------------------ | ------------------------------------------------------------------------------------- |
| M-69              | Volksrepublik China    | Reaktive 40-mm-Panzerbüchse          | –                                                                                     |
| B-300             | Israel                 | Reaktive 82-mm-Panzerbüchse          | –                                                                                     |
| AT4               | Schweden               | Reaktive 84-mm-Panzerbüchse          | –                                                                                     |
| Carl Gustaf M2/M3 | Schweden               | Reaktive 84-mm-Panzerbüchse          | 146                                                                                   |
| Carl Gustaf M4    | Schweden               | Reaktive 84-mm-Panzerbüchse          | 300                                                                                   |
| C90-CR (M3)       | Spanien                | Reaktive 90-mm-Panzerbüchse          | –                                                                                     |
| MILAN-2           | Deutschland Frankreich | 115-mm-Panzerabwehrlenkwaffe         | –                                                                                     |
| MAPATS            | Israel                 | 148-mm-/180-mm-Panzerabwehrlenkwaffe | 10                                                                                    |
| Javelin missile   | Vereinigte Staaten     | 127-mm-Panzerabwehrlenkwaffe         | 120 Startgeräte / 350 Raketen (Lieferung 2015) + 220 Raketen (128 +92 Lieferung 2020) |

### Flugabwehr

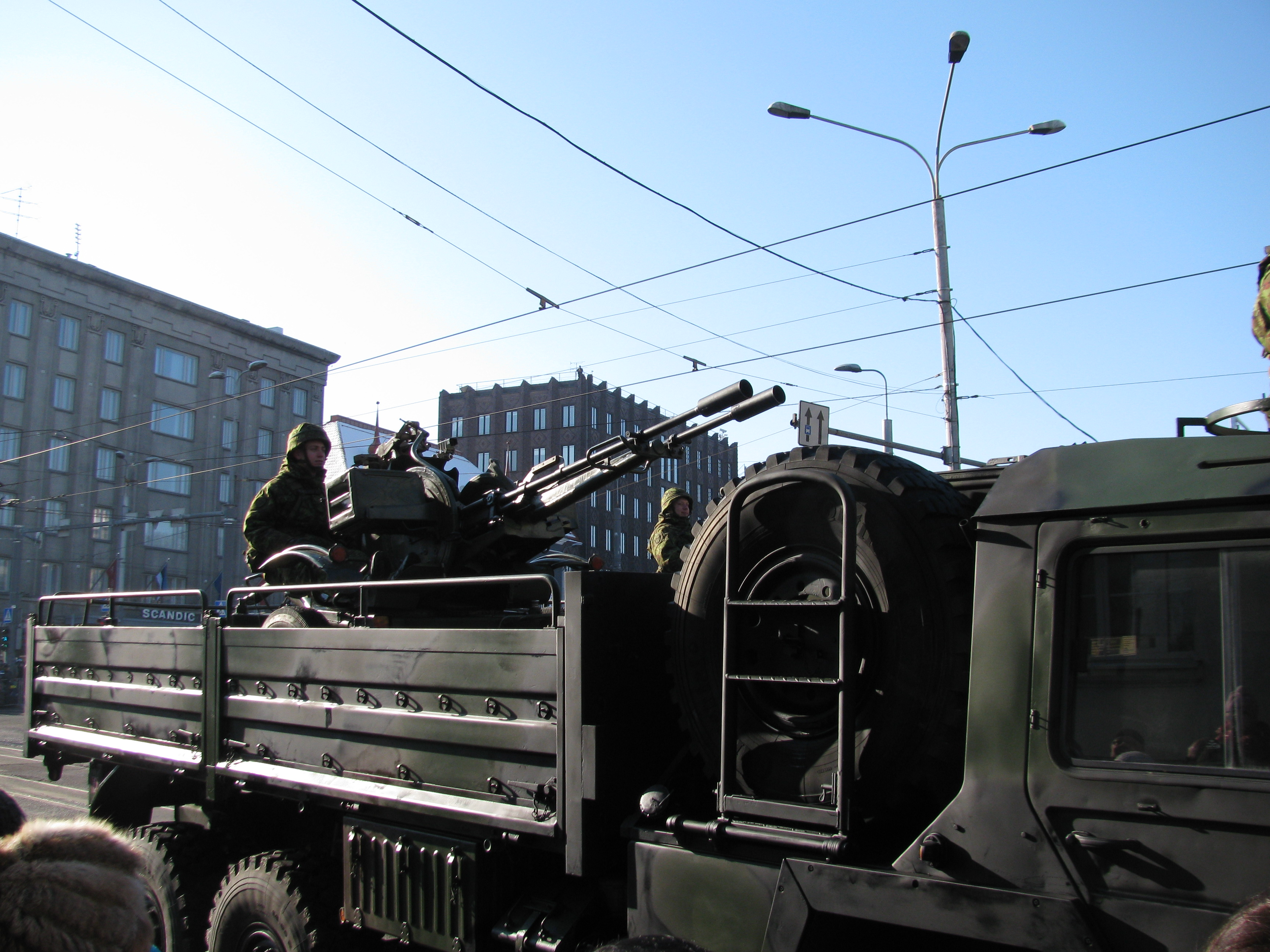
MAN mit Flugabwehrkanone ZU-23

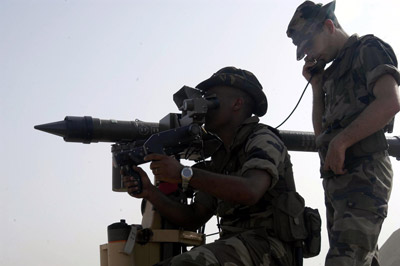
MANPADS Mistral im Einsatz

| Bezeichnung           | Herkunft    | Typ                        | Anzahl  |
| --------------------- | ----------- | -------------------------- | ------- |
| ZU-23                 | Sowjetunion | 2 × 23-mm-Flugabwehrkanone | 98      |
| Mistral 2 / Mistral 3 | Frankreich  | 90-mm-MANPADS              | ca. 200 |

### Luftaufklärung
| Bezeichnung | Herkunft           | Typ |
| ----------- | ------------------ | --- |
| Raven       | Vereinigte Staaten | UAV |

### Lieferung US-amerikanischer Ausrüstung
Aus Sorge, Russland könnte das Vorgehen im Russisch-Ukrainischen Krieg im Baltikum wiederholen, überließen die USA im März 2015 etwa 100 Panzer, gepanzerte Fahrzeuge und weitere Rüstungsgüter (insgesamt ca. 750 Fahrzeuge) den baltischen Streitkräften (Estland, Lettland und Litauen). Darunter befinden sich Kampfpanzer vom Typ M1 Abrams, Schützenpanzer vom Typ M2/M3 Bradley und gepanzerte Fahrzeuge vom Typ Humvees.
Kritische Aspekte:
- Grundsätzlich handelt es sich um Militärtechnik, die 20 bis 35 Jahre alt ist; die baltischen Staaten besitzen weder Ersatzteile noch technisches Know-how, um diese Fahrzeuge zu warten bzw. zu reparieren.
- Hinzu kommt, dass ein effektiver Einsatz dieser Technik erst möglich wird, wenn baltische Soldaten daran geschult wurden.
- Möglicherweise ist diese Ausrüstung auch primär nicht für die baltischen Streitkräfte gedacht, sondern soll nur vor Ort bereitgehalten werden, um bei Bedarf ein schnelles Eingreifen von US-Streitkräften zu gewährleisten.[49]

### Ehemalige veraltete Ausrüstung

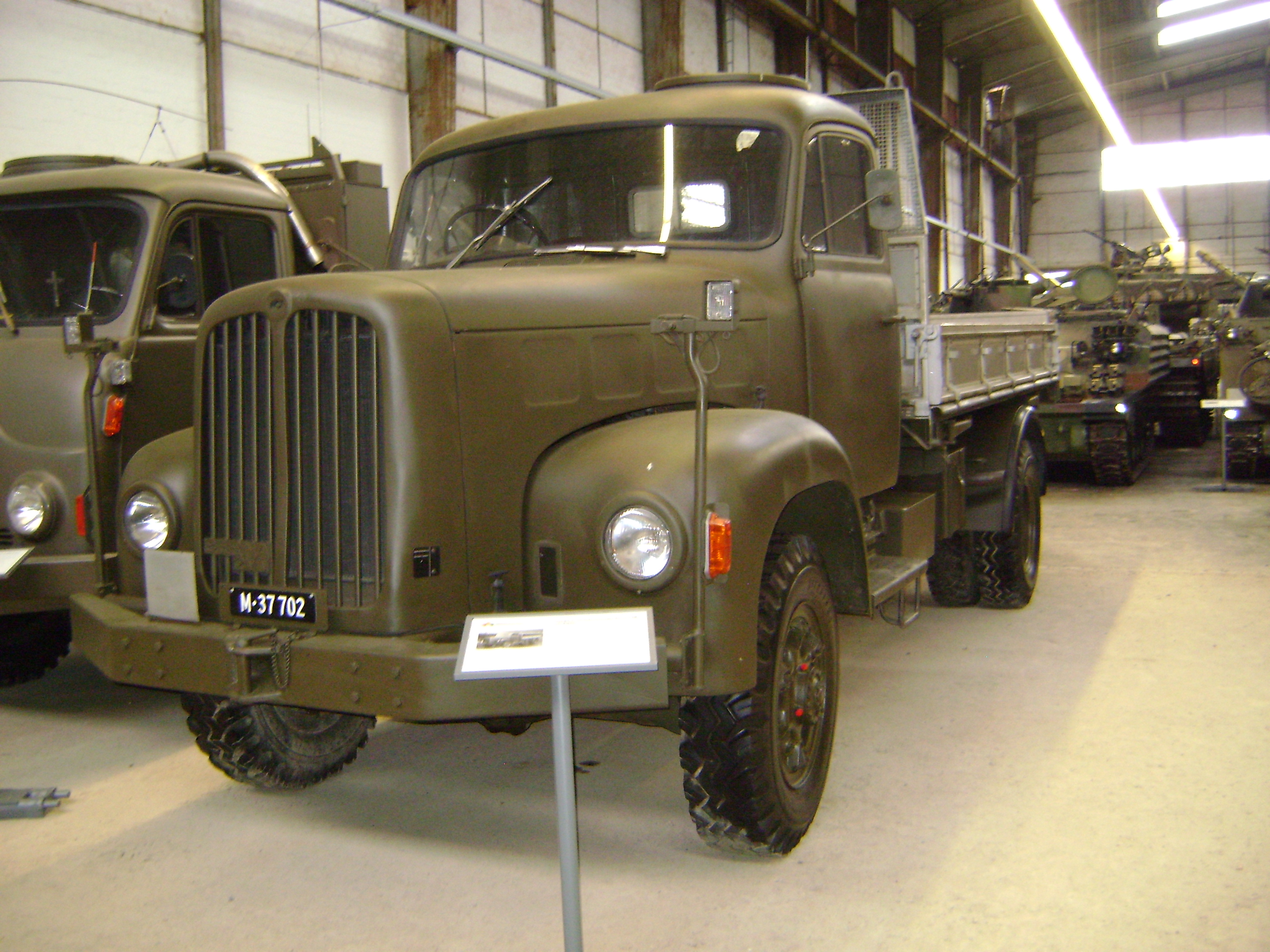
Berna 2VM, baugleich dem Saurer 2DM

| Bezeichnung    | Herkunft                        | Typ               | Version         | Anzahl  |
| -------------- | ------------------------------- | ----------------- | --------------- | ------- |
| BMP-1          | Sowjetunion                     | Schützenpanzer    | –               | –       |
| BTR-60         | Sowjetunion                     | Transportpanzer   | –               | –       |
| BTR-70         | Sowjetunion                     | Transportpanzer   | –               | –       |
| BTR-80         | Sowjetunion                     | Transportpanzer   | BTR-80          | 20      |
| KAMAZ          | Sowjetunion                     | Lkw               | diverse         | –       |
| Robur          | Deutsche Demokratische Republik | Lkw               | LO / LD         | –       |
| IFA            | Deutsche Demokratische Republik | Lkw               | W50 / L60       | –       |
| Saurer / Berna | Schweiz                         | Lkw               | 2DM / 2VM (4x4) | ca. 250 |
| UAZ            | Sowjetunion                     | Geländewagen      | 469             | –       |
| Kalaschnikow   | Volksrepublik China             | Sturmgewehr       | AK-47           | –       |
| Makarow PM     | Sowjetunion                     | Selbstladepistole | 9 mm            | –       |

## Einsätze

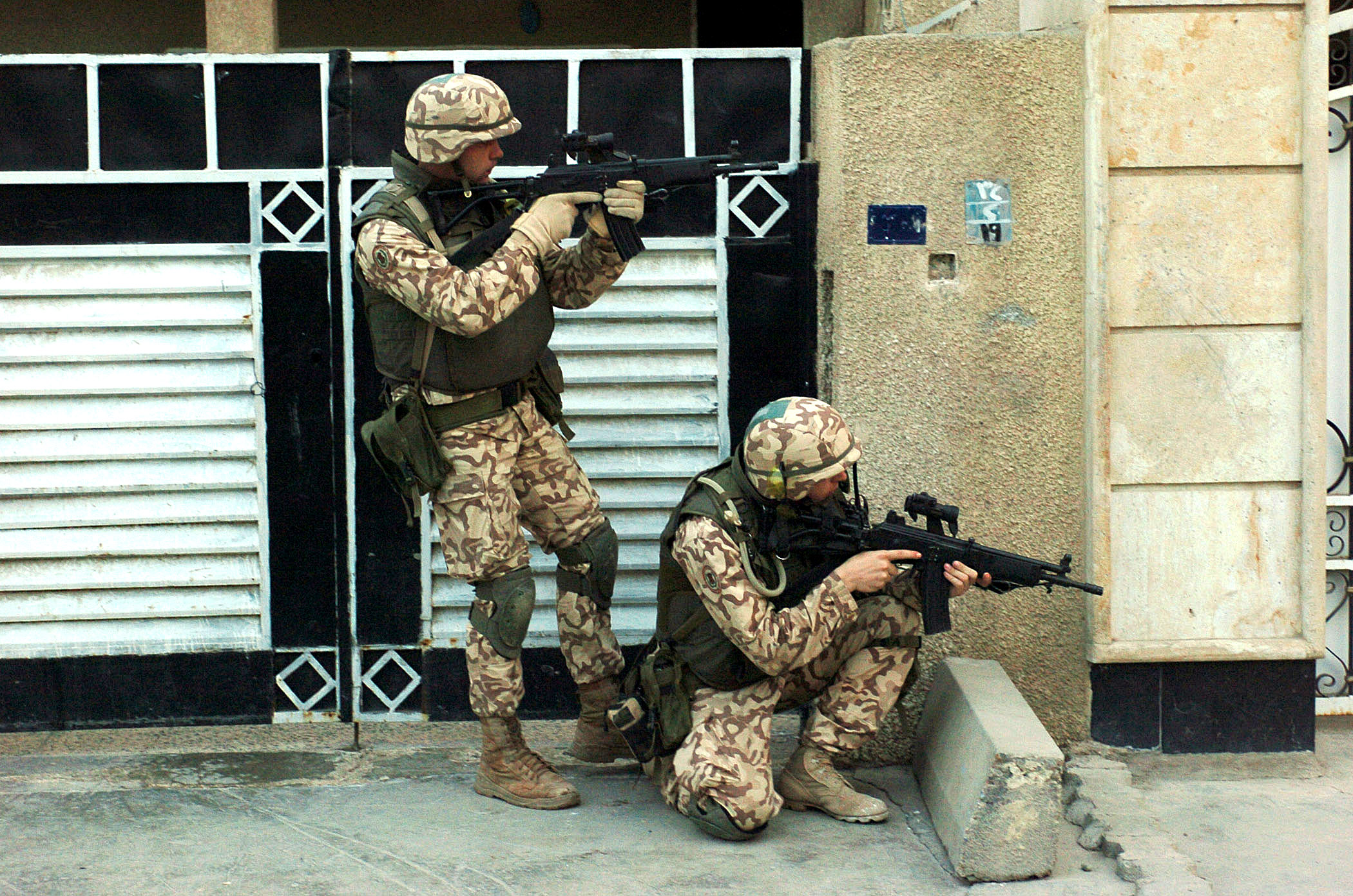
Estnische Soldaten des Scouts-Battalion im Anschlag während einer Patrouille in Baghdad, Irak

Dem Heer ist das Zentrum für Friedenseinsätze (Rahuoperatsioonide Keskus) unterstellt.
Estland nimmt seit 1995 an internationalen militärischen Operationen teil. Die Beteiligung an internationalen Operationen stellt einen wichtigen Beitrag zur Kooperation mit der NATO und anderen internationalen Organisationen dar. Neben geplanten Operationen beteiligt sich das Estnische Heer an den Rotationen der NATO Response Force und der EU Battlegroup, die unverzügliche Erwiderungen auf entstehende Krisen sicherstellen, einschließlich der raschen Durchführung von kollektiver Selbstverteidigung.
Im Jahr 2004 trat Estland der NATO bei, was eines der führenden Prioritäten seit der Wiederherstellung der Unabhängigkeit war. Die Vereinigten Staaten von Amerika sind eines der Länder, mit denen Estland eine sehr enge Kooperation in Verteidigungs- und Sicherheitsfragen führt.
Estland war im Rahmen der Koalition der Willigen von 2004 bis Ende 2008 mit einem Kontingent von bis zu 50 Soldaten im Irak stationiert. Außerdem stellt Estland Friedenstruppen für die internationalen Missionen in Bosnien und dem Kosovo. Zwischen Januar und Juni 2008 waren 50 estnische Soldaten Teil der Nordic Battlegroup.

## Modernisierung
Die Ausbauprioritäten der Armee liegen in der Beteiligung an Missionen außerhalb des nationalen Territoriums und in Operationsdurchführungen zum Schutz des Staatsgebietes von Estland – auch in Kooperation mit den Alliierten. Dazu waren und sind verschiedene Maßnahmen zum Ausbau der Infrastruktur und Waffensysteme geplant.
Entsprechend dem Long-Term Defence Development Plan und folgender Entwicklungspläne der estnischen Regierung wurde und wird das estnische Heer einem Modernisierungsprozess unterzogen. Laut ursprünglicher Planung sollte das Heer bis zum Jahr 2018 mit modernen Kampfpanzern, Schützenpanzern (IFV) und Panzerhaubitzen ausgestattet werden, um eine aktive mechanisierte Brigade aufstellen zu können. Außerdem sollten zusätzliche Transportpanzer beschafft werden.
Die Ausgaben des Long-Term Defence Development Plan waren vom BIP abhängig. Da sich das Bruttoinlandsprodukt nicht wie erwartet entwickelte, konnten nicht alle Ausbauprioritäten realisiert werden.
Dem Long-Term Defence Development Plan, der von 2009 bis 2018 reichte, schlossen sich der National Defence Development Plan 2013–2022 und der aktuelle National Defence Development Plan 2017–2026. an. Nach dem erfolgten Ausbau der Infrastruktur soll in den nächsten Jahren (im Bereich des Heeres) vor allem die Anzahl der Wehrdienstleistenden erhöht und jeweils ein zusätzliches Infanterie- und Artilleriebataillon aufgestellt werden. Weiterhin sind die Anschaffung selbstfahrender Artillerie und von Panzerabwehrwaffen mit einer Reichweite von 4 bis 8 Kilometern vorgesehen.

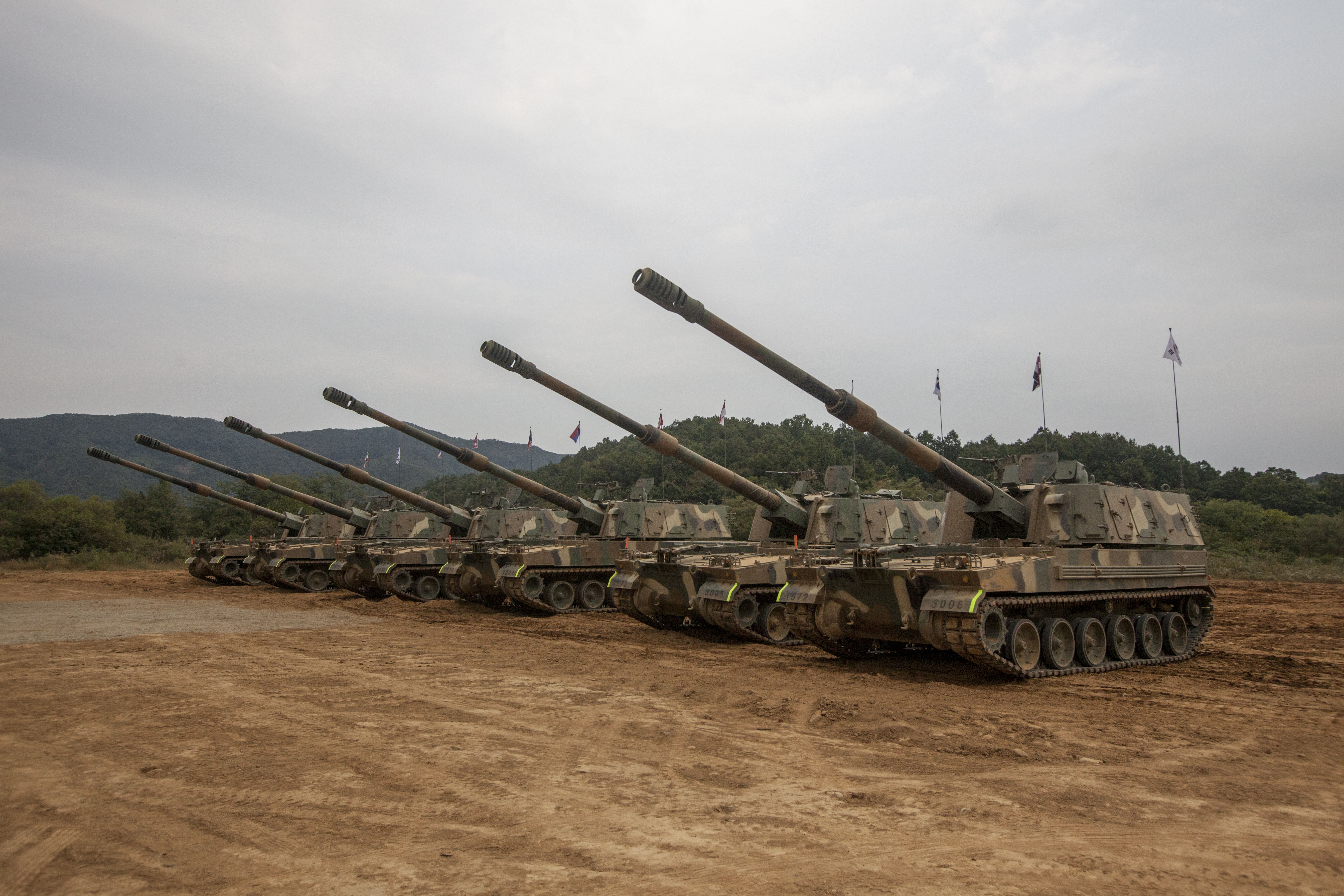
K9 Thunder

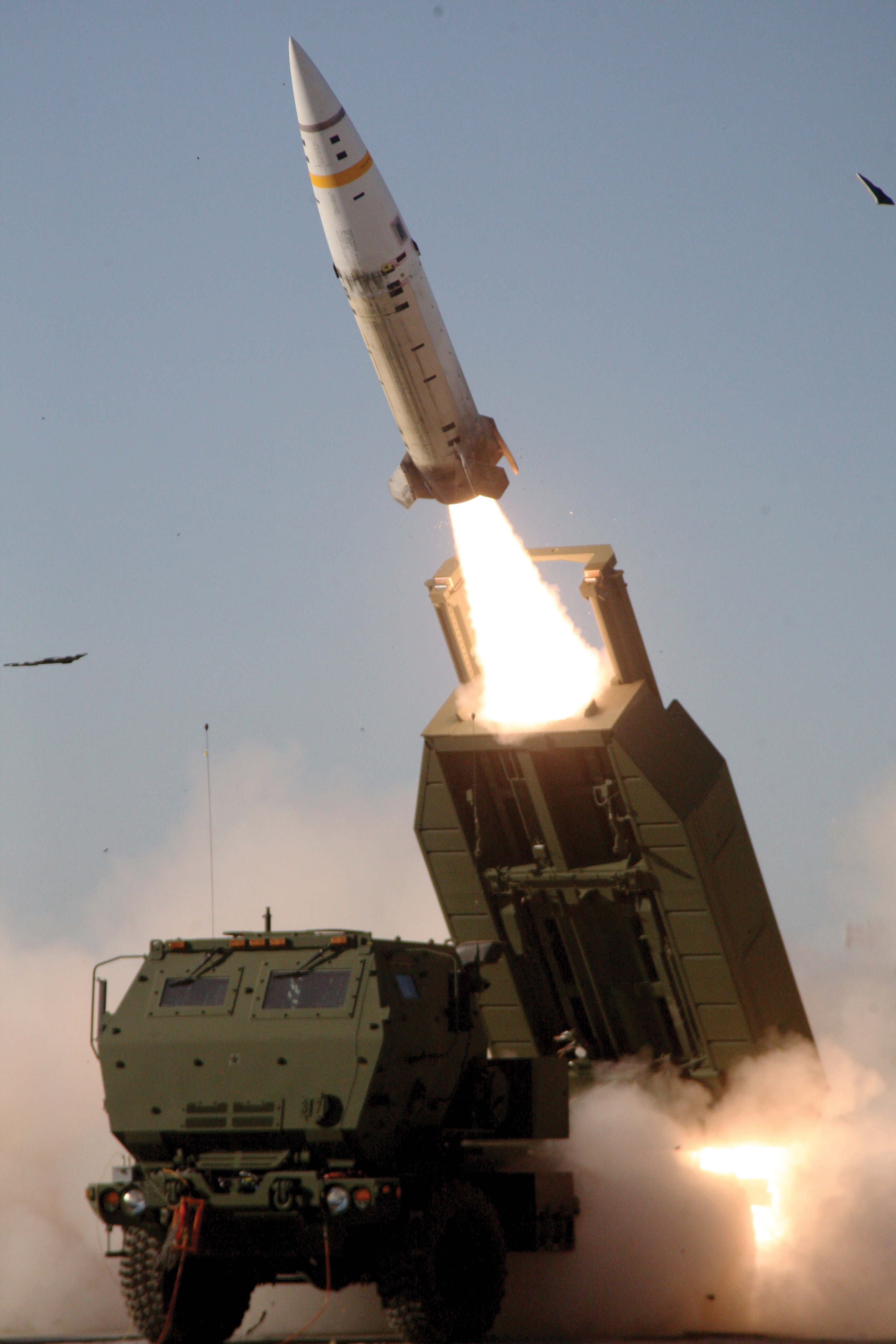
M142 mit einer ATACMS-Rakete

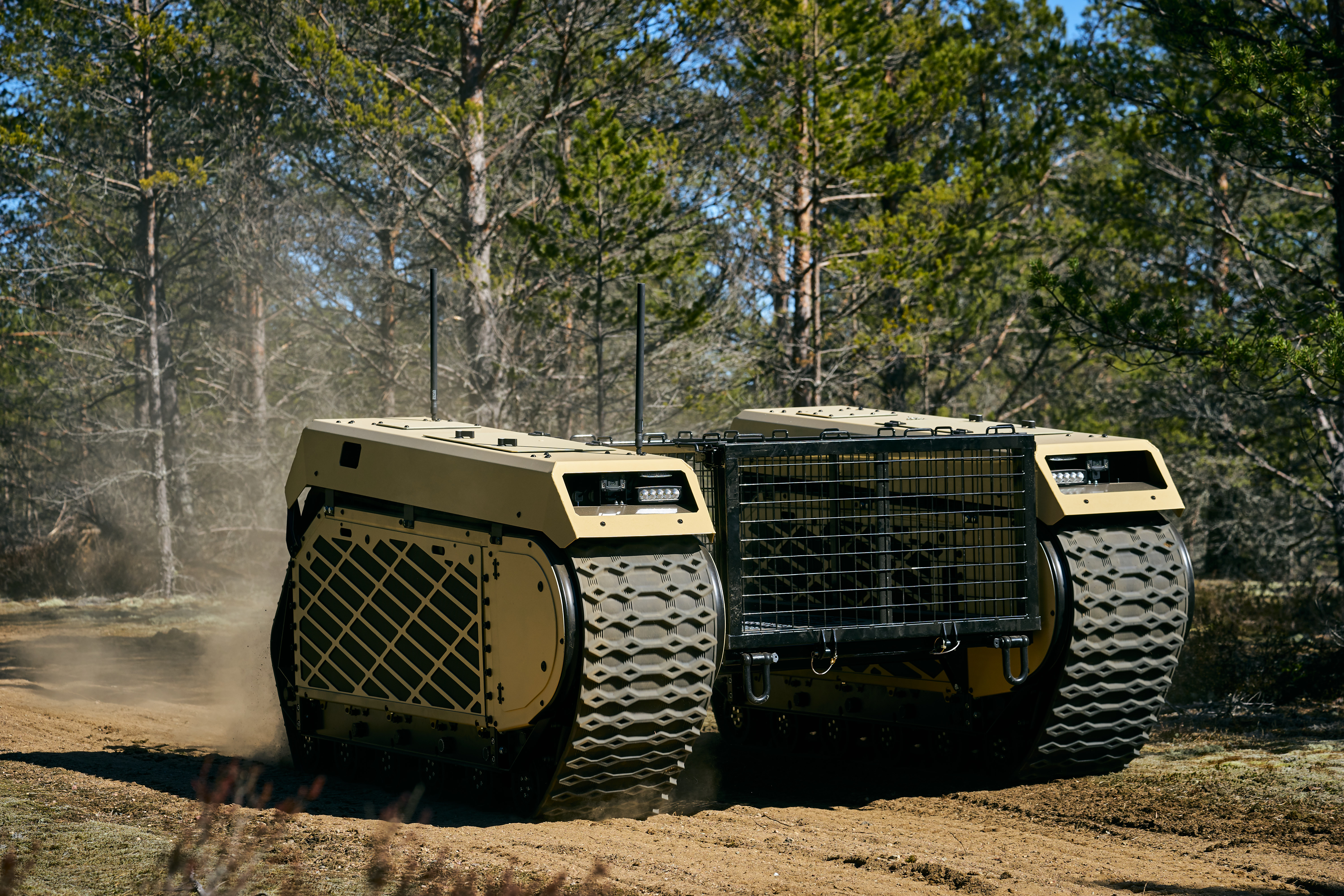
THeMIS

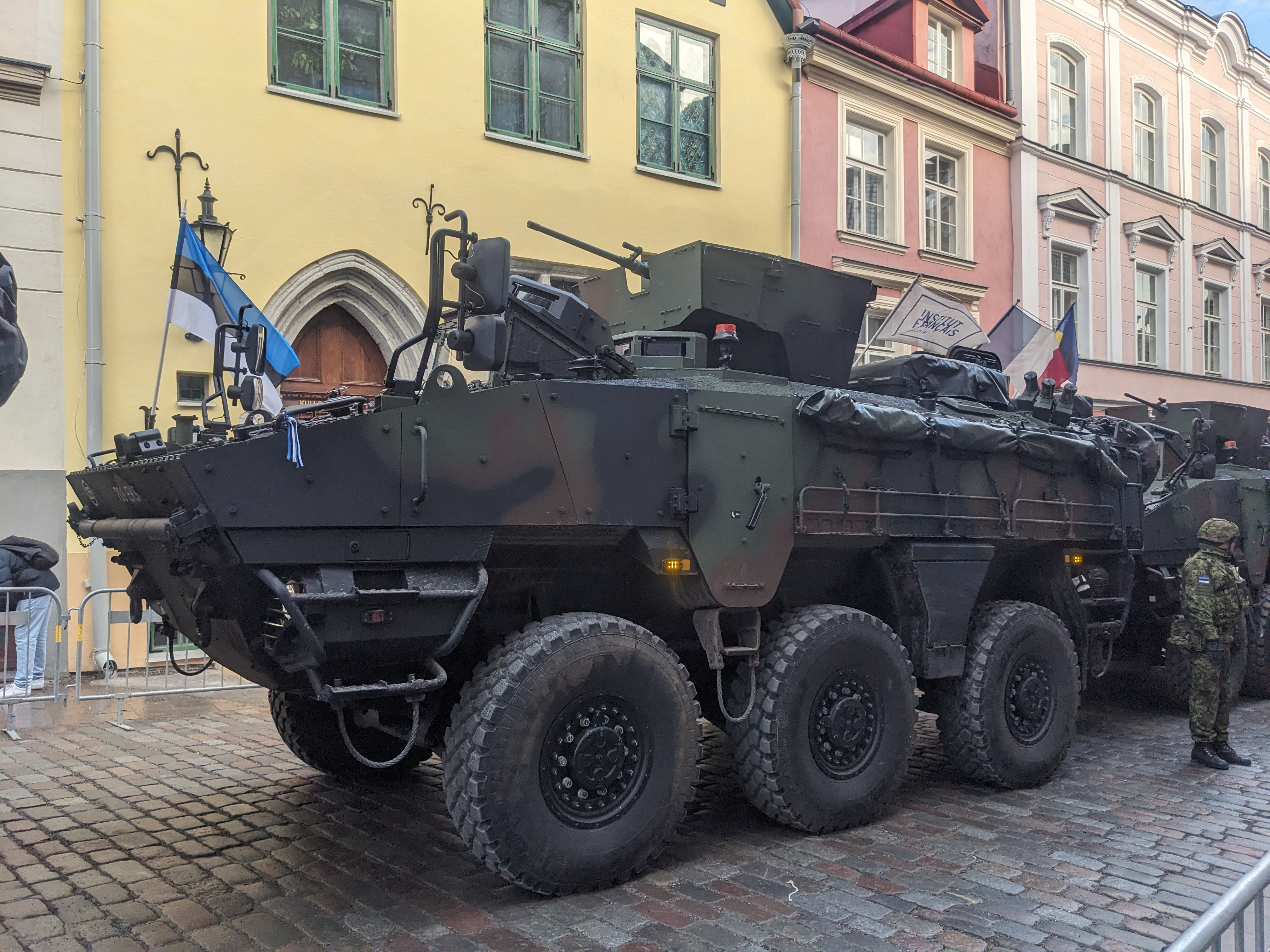
Otokar Arma 6x6

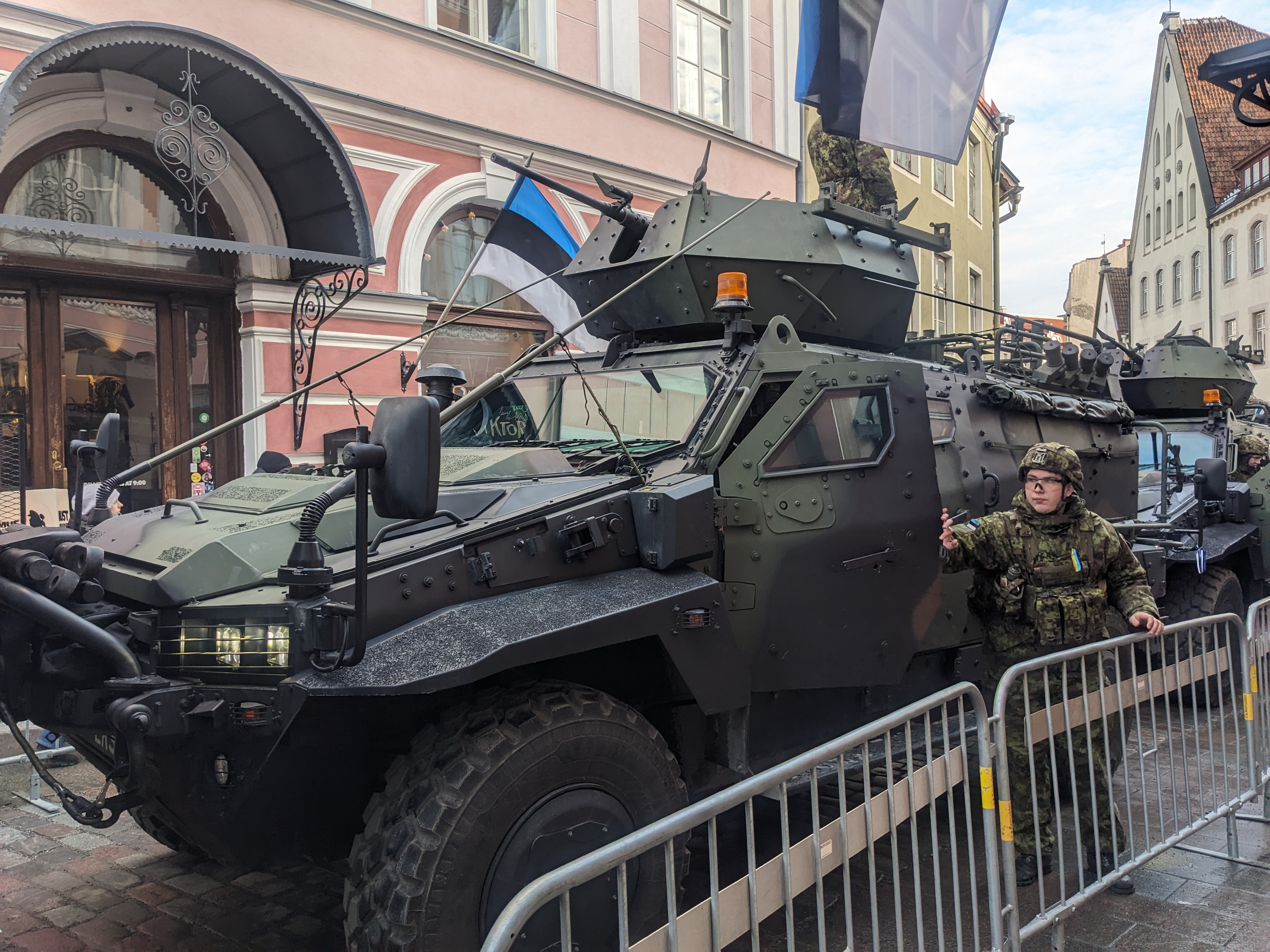
Nurol Makina NMS

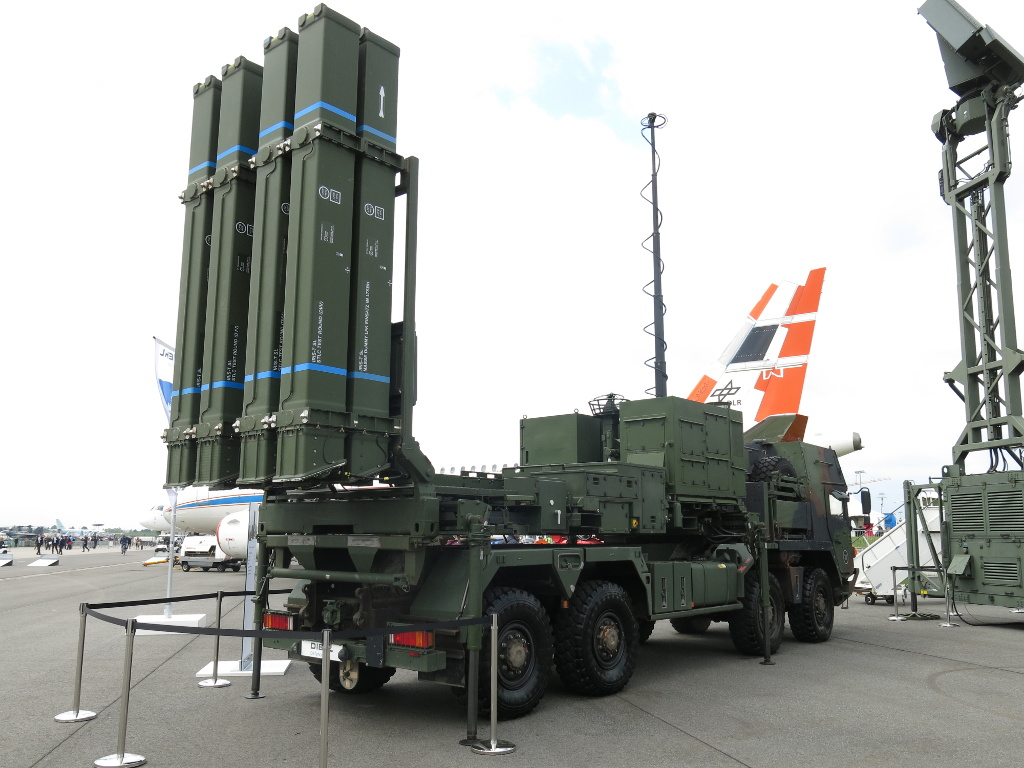
IRIS-T SLM

### Gewehre
| Waffe    | Herkunft | Typ                  | Version | Anzahl | Status                                   |
| -------- | -------- | -------------------- | ------- | ------ | ---------------------------------------- |
| Sako TRG | Finnland | Scharfschützengewehr | TRG-M10 | –      | bestellt 2023, Rahmenvertrag für 7 Jahre |

### Artillerie
| Bezeichnung              | Herkunft           | Typ                   | Version                                                            | Anzahl    | Status             |
| ------------------------ | ------------------ | --------------------- | ------------------------------------------------------------------ | --------- | ------------------ |
| K9 Thunder               | Südkorea           | Panzerartillerie      | –                                                                  | 24 + (12) | Lieferung bis 2026 |
| M120 + Combat Vehicle 90 | Israel + Norwegen  | Panzermörser          | 120mm Mörser auf CV90                                              | 6         | Lieferung bis 2024 |
| M142 HIMARS              | Vereinigte Staaten | Mehrfachraketenwerfer | für 6 × M26 oder für 6 × M30/31-Raketen oder für 6 × GLSDB-Raketen | 6         | Lieferung ab 2024  |
| Raketen für M142 HIMARS  | Vereinigte Staaten | Raketen               | M30A2 -GPS gelenkte Rakete                                         | 36        | Lieferung ab 2024  |
| Raketen für M142 HIMARS  | Vereinigte Staaten | Raketen               | M31A2 -GPS gelenkte Rakete                                         | 36        | Lieferung ab 2024  |
| Raketen für M142 HIMARS  | Vereinigte Staaten | Raketen               | XM403 -Raketen mit erweiterter Reichweite                          | 36        | Lieferung ab 2024  |
| Raketen für M142 HIMARS  | Vereinigte Staaten | Raketen               | XM404 -Raketen mit erweiterter Reichweite                          | 36        | Lieferung ab 2024  |
| ATACMS für M142 HIMARS   | Vereinigte Staaten | Kurzstreckenrakete    | M57 (MGM-164 ATACMS 2000) auf M142 HIMARS-Systemen                 | 18        | Lieferung bis 2025 |
| CAESAR 6x6               | Frankreich         | Mobile Artillerie     | Mark I (Mk 1)                                                      | 12        | Lieferung bis 2025 |

### Sonstige Fahrzeuge
| Fahrzeug-Hertsteller         | Herkunft              | Typ | Version                                                | Anzahl                         | Status                                       |
| ---------------------------- | --------------------- | --- | ------------------------------------------------------ | ------------------------------ | -------------------------------------------- |
| Mercedes-Benz, Volvo, Scania | Deutschland, Schweden | LKW | MB Atego, MB G-Klasse, Volvo FMX II, Scania G-Serie XT | 400 (erste Charge) bis zu 3000 | Rahmenvertrag für 7 Jahre, Lieferung ab 2024 |

### Gepanzerte Fahrzeuge
| Fahrzeug          | Herkunft | Typ             | Version                      | Anzahl  | Status                                                                                 |
| ----------------- | -------- | --------------- | ---------------------------- | ------- | -------------------------------------------------------------------------------------- |
| Combat Vehicle 90 | Norwegen | Schützenpanzer  | vergleichbar CV 90 Armadillo | 31      | der Umbau der insgesamt 37 CV 90 (s. o.) sollte ursprünglich bis 2023 umgesetzt werden |
| THeMIS            | Estland  | UGV             | diverse                      | 3       | in Testphase                                                                           |
| Otokar Arma       | Türkei   | Transportpanzer | 6×6 Radpanzer                | ca. 130 | bestellt (Lieferung 2024 bis Ende 2025)                                                |
| NUROL MAKINA      | Türkei   | Geländewagen    | NMS 4×4 gepanzertes Fahrzeug | ca. 100 | bestellt (Lieferung 2024 bis Ende 2025)                                                |

### Panzerabwehr
| Bezeichnung    | Herkunft | Typ                          | Anzahl             | Status                                                   |
| -------------- | -------- | ---------------------------- | ------------------ | -------------------------------------------------------- |
| Spike          | Israel   | 130-mm-Panzerabwehrlenkwaffe | 18                 | 2019 bestellt                                            |
| Carl Gustaf M4 | Schweden | Reaktive 84-mm-Panzerbüchse  | 300 (erste Charge) | erste Charge 2021 erhalten, bis 2024 weitere Lieferungen |

### Feuerleitsysteme
| Bezeichnung                         | Herkunft | Typ                                                                                                 | Anzahl | Status        |
| ----------------------------------- | -------- | --------------------------------------------------------------------------------------------------- | ------ | ------------- |
| Protector RS4 Remote Weapon Station | Norwegen | Fernbedienbare Waffenstation montiert auf CV90 und in Kombination mit Javelin Panzerabwehrlenkwaffe | ?      | 2021 bestellt |

### Flugabwehr
| Bezeichnung | Herkunft    | Typ                         | Anzahl | Status                         |
| ----------- | ----------- | --------------------------- | --- | ------------------------------ |
| NASAMS      | Norwegen    | Boden-Luft-Lenkwaffensystem | – | offen                          |
| IRIS-T SLM  | Deutschland | Boden-Luft-Lenkwaffensystem | 2 bis 4 Einheiten (mit je drei Raketenwerfern (8 Raketen pro Raketenwerfer), einem Radarfahrzeug und einer Leitstelle pro Einheit und noch Zusatzfahrzeuge zur Beladung bzw. Instandsetzung) für ca. 400 Millionen EUR. | bestellt 2023 (Lieferung 2025) |
| PPZR Piorun | Polen       | Boden-Luft-Rakete           | 100 MANPADS (300 Raketen) | 2022 bestellt                  |

### Drohnen
| Bezeichnung       | Herkunft | Typ                              | Anzahl | Status        |
| ----------------- | -------- | -------------------------------- | ------ | ------------- |
| IAI Harpy / Harop | Israel   | Loitering Attack Munitions (LAM) | –      | bestellt 2023 |